# Direktionen des Wiener Burgtheaters
Dieser Artikel behandelt die Direktionen des Wiener Burgtheaters seit dem Jahr 1776, als die alte Spielstätte des Burgtheaters am Michaelerplatz von Kaiser Joseph II. zum „Teutschen Nationaltheater“ erklärt wurde.

## Erste Direktionen des alten Burgtheaters am Michaelerplatz (1776–1814)

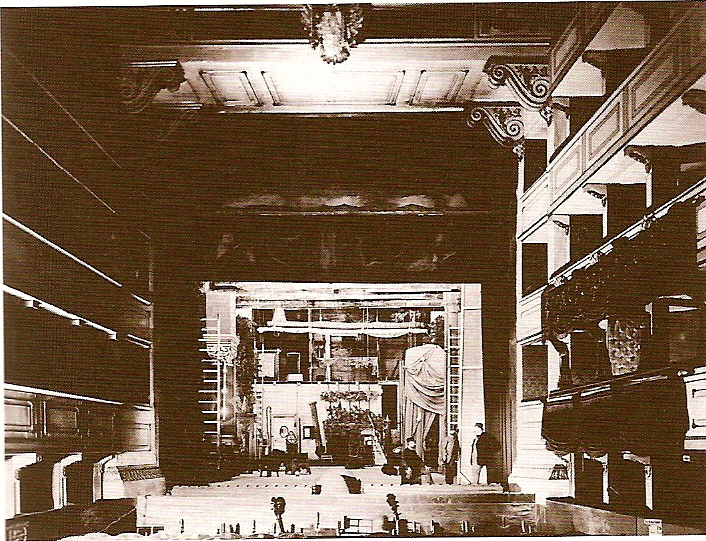
Blick aus dem Zuschauerraum in Richtung Bühne (um 1880). Rechts im Rang die Kaiserloge.

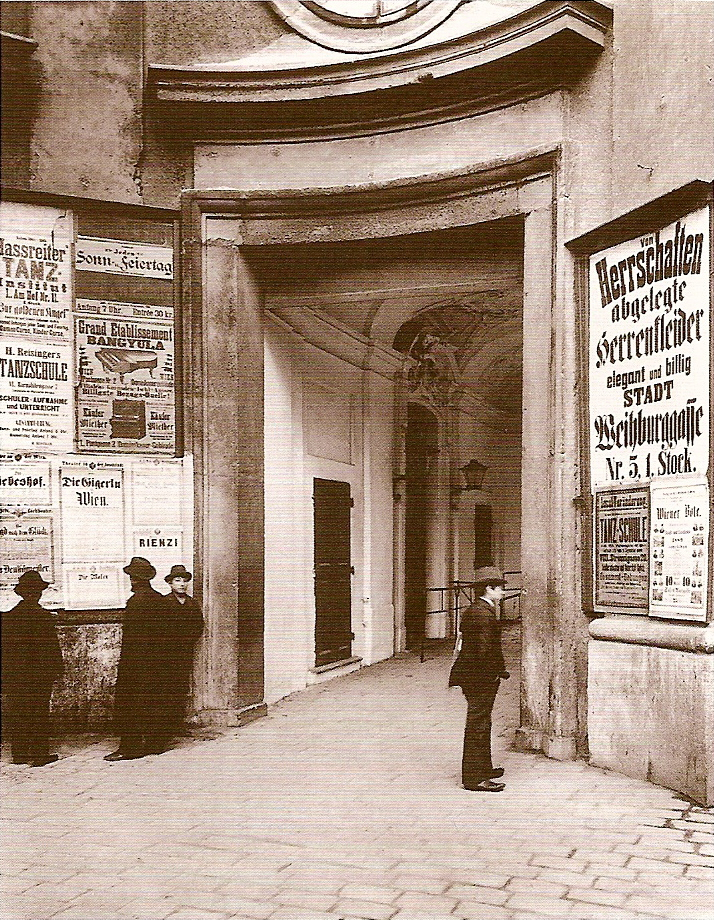
Eingang zum alten Burgtheater mit Theaterplakaten (um 1880). Der eigentliche Eingang zwischen den Kandelabern ist heute noch im Bereich der Michaelerkuppel vorhanden und mit einer Gedenkplakette versehen.

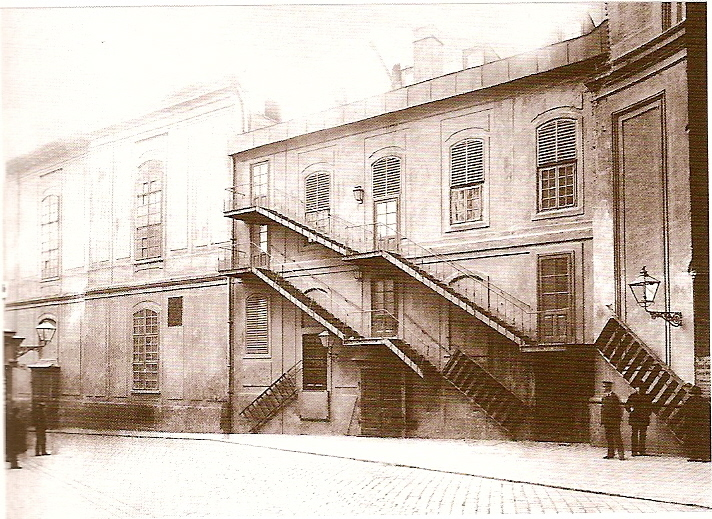
Nottreppen des alten Burgtheaters (um 1880)

Künstlerrepublik (8. April 1776 bis 25. Februar 1789): 15 von 22 Mitgliedern wählten 9 alternierende Wöchner sowie einen Regisseur, nämlich Christian Gottlob Stephanie d. Ä. Später wurden 5 Inspizienten von den Mitgliedern gewählt: Stephanie d. Ä., Johann Heinrich Friedrich Müller, Gottlieb Stephanie d. J., Konrad Steigentesch (nach dessen Tod: Josef Lange), Franz Carl Hieronymus Brockmann.
Johann Franz Brockmann (26. Februar 1790 bis 1790): Nach der Wahl durch die Schauspielergesellschaft wurde Brockmann vom Kaiser zum Dirigenten, also zum Künstlerischen Leiter, bestimmt. Brockmann war somit der erste, der allein als Künstlerischer Leiter des Theaters fungierte.
Regiekollegium (21. November 1792 bis 31. Juli 1794): Nachdem das Regiekollegium Brockmann bereits 1790 inoffiziell abgelöst hatte, wurde es 1792 vom Kaiser offiziell anerkannt. Ihm gehörten an: Stephanie d. Ä., Stephanie d. J., J. H. F. Müller (ab 1794: Philipp Friedrich Klingmann), Joseph Weidmann sowie Brockmann. Verantwortlich für die späte Anerkennung waren die komplizierten Verhältnisse in der obersten Theatralleitung. Kaiser Leopold II. enthob am 25. Jänner 1791 den Fürsten Franz Xaver Wolfgang von Orsini-Rosenberg von der obersten Theatral-Direction. An dessen Stelle wurde der Musikcavalier Johann Wenzel Graf Ugarte zum Hoftheatral-Musikdirector bestellt. Leopold II. starb am 1. März 1792. Dessen Nachfolger Franz II. beschloss am 4. Juli 1792, die Hoftheater zu verpachten. Doch fanden sich keine geeigneten Pächter. Nun wurde Orsini-Rosenberg vom Kaiser gebeten, einen Vorschlag für die künftige Führung des Theaters zu machen. In der Folge wurde Graf Ugarte am 11. November 1792 von seinen Direktionsaufgaben entbunden, die nun wieder von Orsini-Rosenberg übernommen wurden.
Am 21. November 1792 stellte Kaiser Franz fest, dass die vielseitigen Theatralgeschäfte (nämlich Oper und Schauspiel) unmöglich von einer einzigen Person geleitet werden könnten; erschwerend käme hinzu, dass Brockmann auch als Schauspieler tätig sei. So wurde der bereits bestehende fünfköpfige Ausschuss, der sich die Direktionsaufgaben teilte, offiziell anerkannt.
Peter von Braun (1. August 1794 bis 31. Dezember 1806): In dieser Zeit war das Burgtheater verpachtet. Brauns offizieller Titel war Vizedirektor. Braun, dem 1795 der Titel Freiherr verliehen wurde, trat von 1804 selbst als Pächter auf, was er ursprünglich für fünfzehn Jahre zu bleiben beabsichtigte. Im selben Jahr entließ Braun die traditionelle, einst u. a. für die Aufführung von Mozart-Opern wichtige italienische Operngesellschaft, die jedoch ziemlich kostspielig war. Brauns Pachtvertrag erlaubte es ihm, nach seinem Belieben jede Gattung von Theater zu geben, wobei er nicht gezwungen war, Ballette oder italienische Opern aufzuführen. Die einzige Verpflichtung bestand darin, täglich Vorstellungen anzubieten. Italienische Opern in italienischer Sprache wurden bald darauf vom Kärntnerthortheater angeboten, wo es auch zu Aufführungen der Werke von Gaetano Donizetti (der vorübergehend als Hofkompositeur wirkte) sowie von Gioachino Rossini kam. Die lange italienische Tradition des Burgtheaters war nun jedoch beendet.
Kavaliersdirektion (1. Jänner 1807 bis 31. März 1817): Die „Gesellschaft der Kavaliere“ übernahm 1806 von Braun die beiden Hoftheater sowie das von Braun kurz zuvor gekaufte Theater an der Wien. Dieses „Konsortium“ bestand aus Nikolaus Fürst Esterházy, Joseph Fürst von Schwarzenberg, Ferdinand Graf Pálffy, Franz Joseph Maximilian von Lobkowitz, Stephan Graf Zichy, Franz Graf Esterházy, Franz Niklas Graf Esterházy und Hieronymus Graf Lodron. In der Zeit der Kavaliersdirektion fiel im November 1810 der Beschluss, im Burgtheater nur noch Sprechstücke aufzuführen. Von diesem Zeitpunkt an wurde die Kavaliersdirektion nur noch von Graf Palffy, Fürst Lobkowitz und Fürst Schwarzenberg gebildet, wobei die beiden zuletzt Genannten als stille Teilhaber fungierten. Ab dem 11. Februar 1811 agierte Graf Palffy unter dem Titel Hoftheaterdirektor. Ihm folgte 1812 unter der gleichen Bezeichnung Fürst Lobkowitz nach. Von 1814 an war wieder Graf Palffy der Pächter.

## Vormärz und Biedermeier (1814–1849)
Joseph Schreyvogel (1. April 1814 bis 13. Mai 1832) führte den Titel Artistischer Sekretär. Er war außerdem Vizedirektor des Theaters an der Wien, an dem von April 1814 bis 1817 die Hofschauspieler nach Bedarf eingesetzt wurden. Auch wurden in dieser Zeit dieselben Stücke abwechselnd im Theater an der Wien und im Burgtheater gezeigt. In seiner Ära wurde am 31. März 1817 die Pachtzeit beendet.
Johann Ludwig Deinhardstein (1. Juni 1832 bis 31. März 1841) arbeitete unter dem Titel Vizedirektor. Vor seiner Bestellung hatte er als Professor der Ästhetik und Literatur an der Theresianischen Ritter-Akademie gewirkt.
Franz Ignaz von Holbein (Edler von Holbeinsberg) (3. April 1841 bis 26. Dezember 1849): Der 1779 im niederösterreichischen Zistersdorf geborene Holbein führte wieder den Titel Direktor. Holbein hatte ein bewegtes Leben geführt; als Schauspieler, Sänger und Theaterdirektor war er durch ganz Deutschland gezogen und hatte 1827 als Leiter die Königliche Bühne in Hannover übernommen. Der Ruf, ein gewandter Geschäftsmann zu sein, drang bis nach Wien, wo man ihn zum Burg-Direktor bestellte, ohne dass er sich dafür beworben hatte.
In seiner Ära gab es viele nur kurze Zeit umspannende Engagements, wovon die meisten probeweise erfolgten. Grundlage war seine Befugnis, eigenständig Kontrakte abzuschließen, sofern sie die Theaterkassen nicht länger als ein Jahr belasteten. Gegen Ende seiner Direktionszeit beschränkte sich Holbein mehr und mehr auf die wirtschaftliche Leitung des Burgtheaters, wohingegen die künstlerische Leitung stark vom Obersthofkämmerer Moriz Graf Dietrichstein beeinflusst wurde. Immer mehr Stimmen sprachen sich indes für eine Reform der Hoftheater aus.

## Die Jahrzehnte nach der Märzrevolution (1849–1888)
Heinrich Laube (26. Dezember 1849 bis 30. September 1867) war zunächst bis 22. Juli 1851 provisorisch, danach definitiv Artistischer Direktor. Noch in der Ära seines Vorgängers Holbein hatte Laube sein Theaterstück Die Karlsschüler selbst am Burgtheater inszeniert (Premiere am 24. April 1848). Die Aufführung wurde zu einem glänzenden Erfolg. Laube hatte sich zudem in einer Schrift für eine Reform des Hoftheaters ausgesprochen. Obersthofkämmerer Graf Dietrichstein zeigte sich darob begeistert und empfahl die Ernennung Laubes zum artistischen Direktor, während sich Regierungsrat Holbein auf die ökonomischen Belange zu konzentrieren hätte. Allerdings trat Graf Dietrichstein am 1. Dezember 1848 von seiner Position zurück. Am 24. Februar 1849 wurde eine Kommission eingesetzt, die über die Reformen am Hoftheater beraten sollte. Nach zähen Verhandlungen, die sich über ein Jahr hinzogen, wurde mit kaiserlicher Entschließung vom 26. Dezember 1849 Heinrich Laube für die Dauer von fünf Jahren provisorisch zum artistischen Direktor des Burgtheaters ernannt; am 22. Juli 1851 wurde Laube indes, auf Veranlassung des Obersthofkämmerers Karl Graf Lanckoronski, definitiv artistischer Direktor.

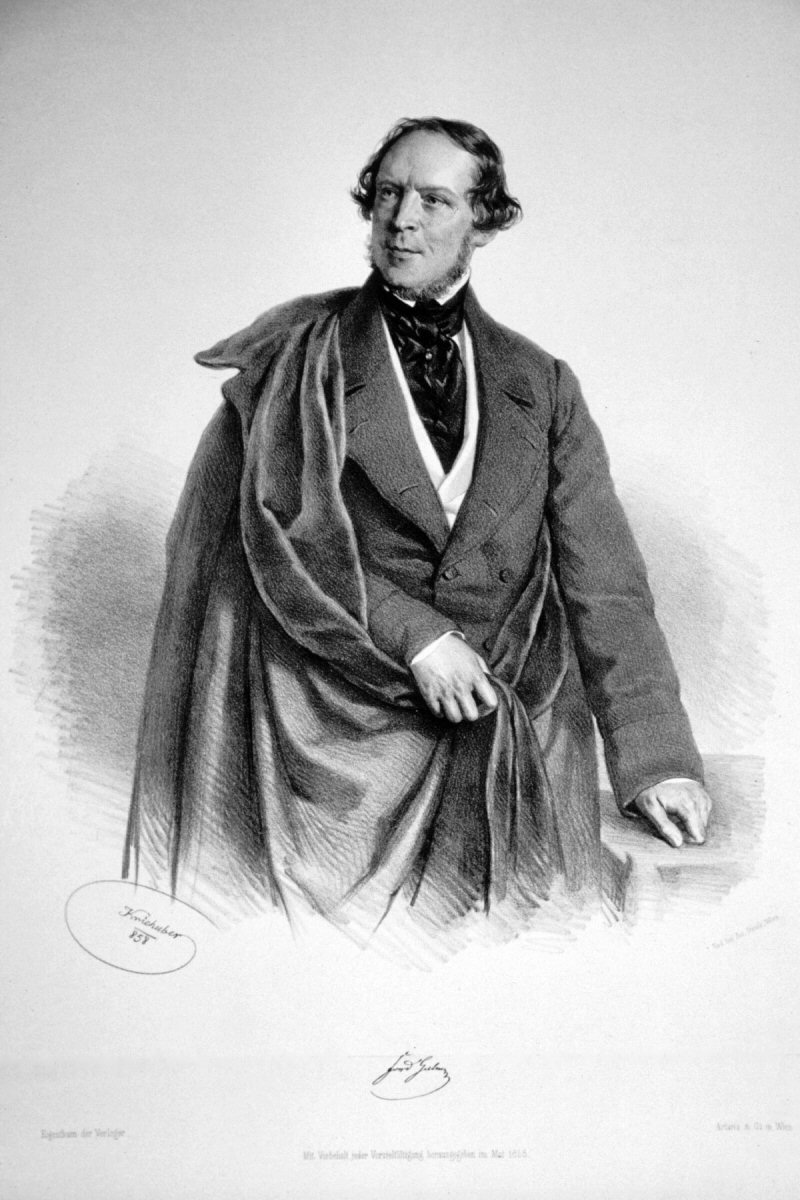
Elegius Freiherr von Münch-Bellinghausen

Wie so manche andere Burg-Direktion endete auch Laubes Ära mit einem unüberbrückbaren Zwist. Nachdem am 8. Juli 1867 der Oberstkämmerer Fürst Auersperg verstorben war, übertrug ein Handschreiben von Kaiser Franz Joseph I. vom 11. Juli 1867 die Oberleitung der beiden Hoftheater dem Präfekten der Hofbibliothek, Eligius Freiherr von Münch-Bellinghausen, der nun unter dem Titel eines Generalintendanten amtieren sollte. Münch-Bellinghausen, der als Schriftsteller unter dem Pseudonym Friedrich Halm agierte, wurde in einer Dienstvorschrift angewiesen, bezüglich der artistischen Leitung der beiden Hoftheater im Einvernehmen mit den Direktionen vorzugehen. Die Beratungen mit Laube ergaben aber, zumal in Hinsicht auf das Repertoire und die Besetzungen, gravierende Meinungsunterschiede. Laube wollte in diesen beiden Punkten autonom entscheiden. Generalintendant Münch-Bellinghausen wollte sich mit einer passiven Rolle jedoch nicht abfinden, er sah darin eine Verletzung der Würde seines Amtes sowie seines literarischen Namens. Laube beharrte jedoch auf seiner Ansicht und bot schließlich seinen Rücktritt an, der dann angenommen wurde.
Eligius Freiherr von Münch-Bellinghausen (Oktober 1867 bis 9. Jänner 1868) amtierte interimistisch als Artistischer Direktor; er verwendete das Pseudonym Friedrich Halm.
August Wolff (10. Jänner 1868 bis 31. Dezember 1870) trug wie von nun an alle seine regulären Nachfolger den Titel Direktor. Vor seiner Bestellung zum Burg-Chef war er Oberregisseur des Mannheimer Theaters gewesen. Försters Vorgänger Münch-Bellinghausen avancierte nun zum Generalintendanten der Hoftheater. Allerdings band er alle Rechte der Stückauswahl, der Engagements und der Besetzung an seine Person, Wolff hingegen war lediglich das ausführende Organ. Als Münch-Bellinghausen 1870 aus gesundheitlichen Gründen um die Enthebung aus seinem Amt ansuchte und dieser am 1. November entsprochen wurde, stand man vor einer schwierigen Situation. Wichtige Entscheidungen konnten bzw. durften durch den machtlosen Wolff nicht gefällt werden.
Franz von Dingelstedt (19. Dezember 1870 bis 15. Mai 1881): Die Lösung für die Burg-Direktionskrise von 1870 fand sich vor Ort, nämlich im Wiener Hofoperndirektor Franz von Dingelstedt. Dieser kannte nicht nur die Wiener Szene, sondern hatte zudem früher die Schauspielhäuser in Weimar und München geleitet. Also wurde mit Dekret vom 19. Dezember die Enthebung Wolffs und zugleich die Ernennung Dingelstedts bekanntgegeben. Diese geschah von Anfang an bereits im Hinblick auf ein zu erbauendes neues Haus. Dingelstedt, der von der Hofoperndirektion entbunden wurde, sollte so lange Burg-Chef bleiben, bis das neue Hofschauspielhaus vollendet wäre.
Vom 17. bis zum 23. April 1875 ließ Dingelstedt zum ersten Mal die Königsdramen Shakespeares zyklisch aufführen: König Richard II. (17. April), König Heinrich IV. (I. Teil) (18. April), König Heinrich IV. (II. Teil) (19. April), König Heinrich V. (20. April), König Heinrich V. (21. April), König Heinrich VI. (I. Teil) (21. April), König Heinrich VI. (II. Teil) (22. April), König Richard III. (23. April). Der Königsdramen-Zyklus blieb für einige Jahre eine ständige Einrichtung auf dem Spielplan. Erst unter Dingelstedts Nachfolger Wilbrandt verschwand er.
Seit 1880 war Dingelstedt bettlägerig und leitete die Direktionsgeschäfte von seinem Krankenlager aus. Nach seinem Tod am 15. Mai 1881 übernahmen die Schauspieler Carl La Roche, Ludwig Gabillon, Adolf Sonnenthal, Josef Lewinsky und Ernst Hartmann provisorisch die Direktion.

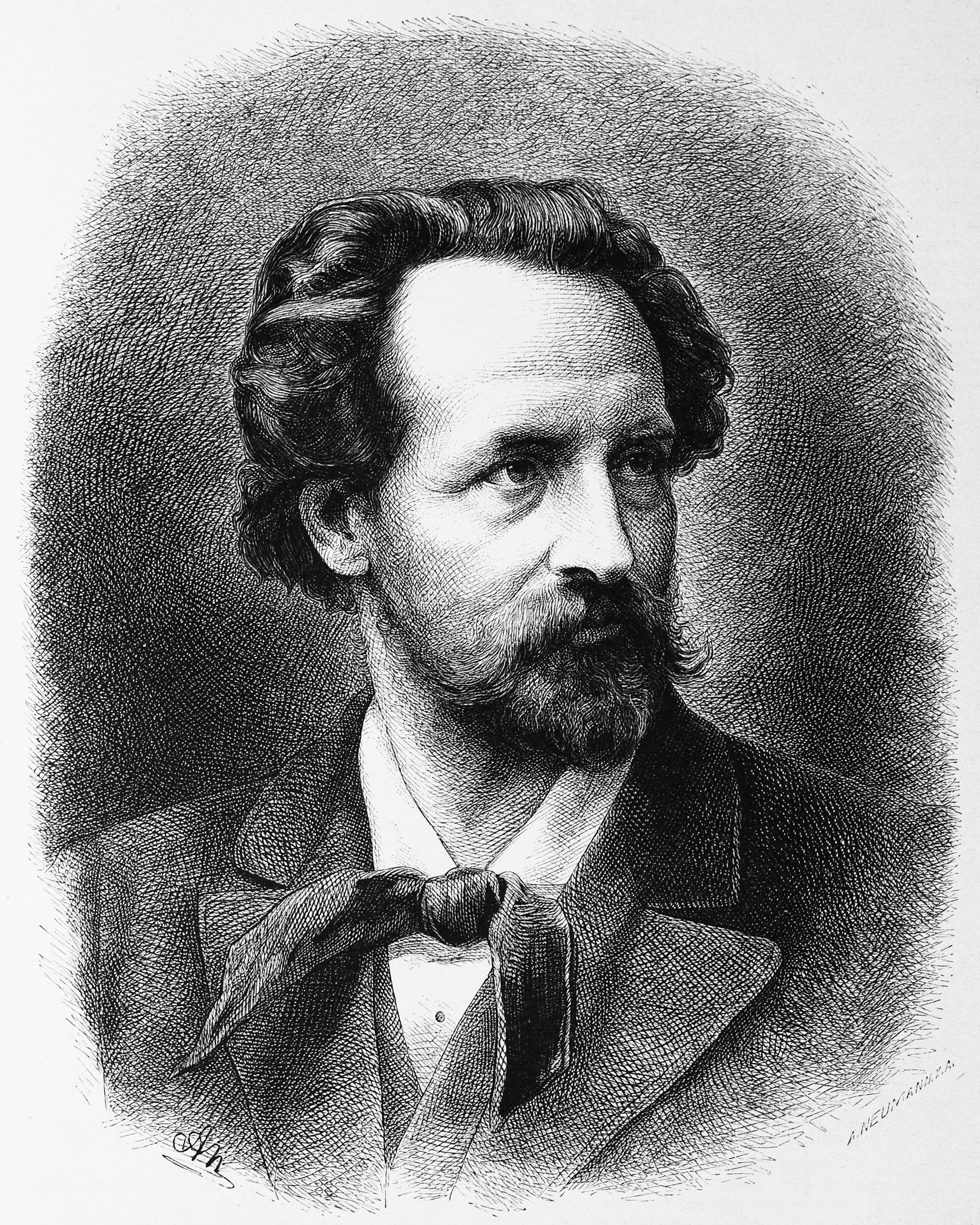
Adolf von Wilbrandt

Adolf von Wilbrandt (30. November 1881 bis 23. Juni 1887): Für die Nachfolge Dingelstedts gab es eine Vielzahl von Bewerbungen, aus denen sich schließlich zwei Personen herauskristallisierten, der Schauspieler August Förster sowie der Dichter Adolf Wilbrandt.
Die Presse setzte sich für Wilbrandt ein. Auch Generalintendant Freiherr von Hofmann neigte zu dieser Ansicht, und so wurde Wilbrandt am 10. November 1881 mit allerhöchster Entschließung zum Direktor ernannt. Alle künstlerischen Agenden, die Wahl der Stücke sowie die Zusammensetzung des Repertoires und die Besetzung der Rollen unterstanden Wilbrandt. Nur jene künstlerische Fragen, die wirtschaftliche Konsequenzen hatten, mussten zusammen mit der Generalintendanz entschieden werden.
Bereits kurz nach dem Amtsantritt Wilbrandts musste der Spielbetrieb im Theater am Michaelerplatz eingestellt werden. Zunächst am 12. Dezember, als die Opfer des Ringtheater-Brandes beerdigt wurden und das Hofburgtheater auf Befehl von Kaiser Franz Joseph geschlossen wurde. Auch die zweite Unterbrechung hatte mit dem Brand zu tun: vom 2. bis zum 23. Jänner 1882 wurden im alten Theatergebäude Sicherheitsvorkehrungen gegen Brandgefahr installiert. In dieser Zeit fanden alle Vorstellungen des Hofburgtheaters im Hofoperntheater statt.

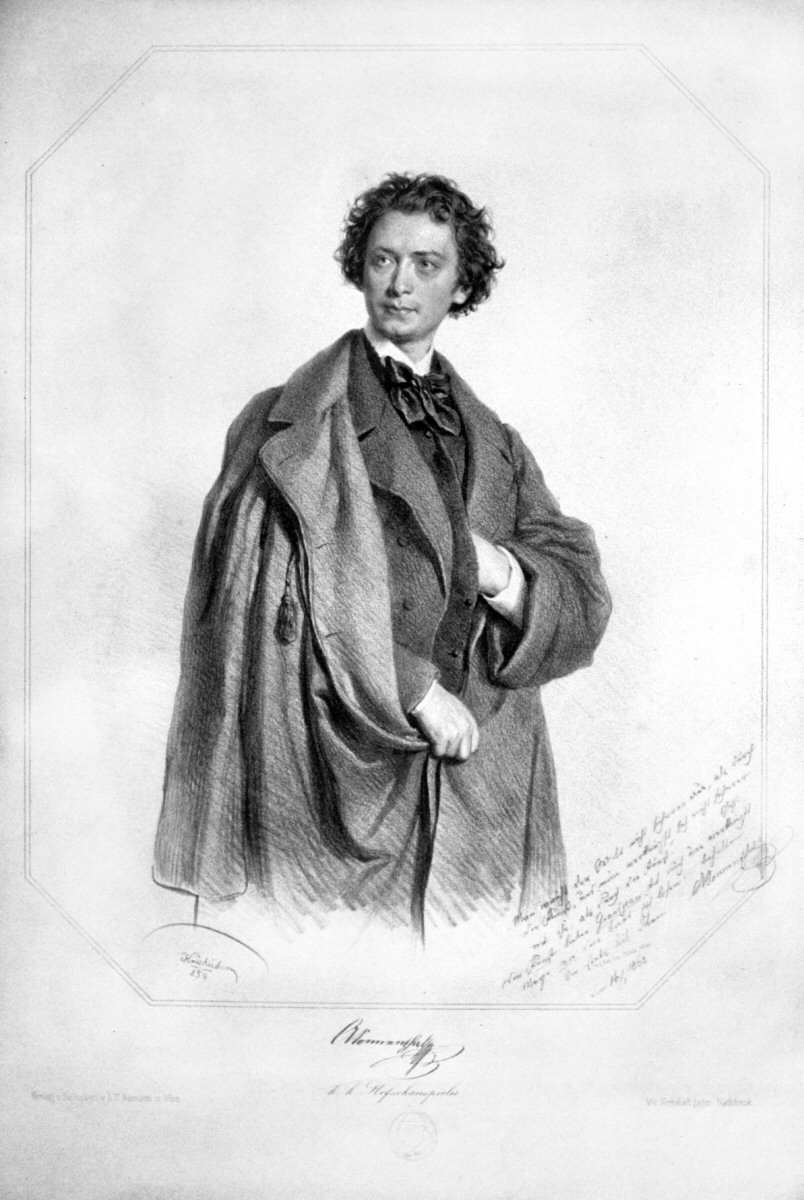
Adolf von Sonnenthal

Adolf von Sonnenthal (27. Juni 1887 bis 31. Oktober 1888) fungierte als provisorischer Direktor. Im Frühjahr 1887 gab es immer deutlichere Gerüchte über einen bevorstehenden Rücktritt Wilbrandts. Dieser fand die Zusammenarbeit mit der Generalintendanz zunehmend als beengend und zeitraubend, zudem wollte er wieder mehr als Dichter arbeiten. Die zahlreichen Versuche, Wilbrandt zum Bleiben zu bewegen, waren am Ende vergeblich. Also wurde Adolf von Sonnenthal am 27. Juni zum provisorischen Burg-Chef bestellt.
In Sonnenthals Interims-Amtszeit fielen zwei wesentliche Ereignisse: die Ernennung Alfred von Bergers zum artistischen Sekretär sowie die Eröffnung des neuen Burgtheaters auf der Ringstraße. Der bei maßgeblichen Stellen vielfach geäußerte Wunsch, das Provisorium in eine Definitivum umzuwandeln, gelang jedoch nicht: Sonnenthal weigerte sich, das Amt des Hofburgtheater-Direktors zu übernehmen.
Am 12. Oktober 1888 fand die letzte Vorstellung im alten Haus statt: Goethes Iphigenie auf Tauris mit Charlotte Wolter als Iphigenie. Zwei Tage später, am 14. Oktober, fand die Eröffnungsvorstellung im neuen Haus am Franzensring statt: Als Ouvertüre wurde Die Weihe des Hauses von Ludwig van Beethoven gespielt, darauf folgte ein szenischer Prolog von Josef Weilen (darin Sonnenthal als „Der Geist des alten Burgtheaters“ sowie Charlotte Wolter als „Der Genius der Poesie“), dann zeigte man Esther von Franz Grillparzer (mit Sonnenthal als König) und schließlich noch Friedrich Schillers Wallensteins Lager.

## DasneueBurgtheater am Ring (1888–1912)
August Förster (1. November 1888 bis 22. Dezember 1889) war wieder definitiver Direktor. Er wurde am 25. Oktober 1888 zum Burg-Chef ernannt. Förster, der dem Burgtheater seit 1858 angehörte, hatte schon während Dingelstedts Erkrankung den Direktor vertreten. Bei der Inszenierung der Königsdramen hatte er seine Begabung als Regisseur bewiesen. Außerdem hatte er sich Verdienste als Schauspieler, Bearbeiter und Übersetzer erlangt. Der Stil Laubes hatte ihn stark beeinflusst, und er plante, wieder an die künstlerischen Methoden jener Ära anzuknüpfen. Er wollte das Burgtheater nach dem Muster der Comédie-Française in Paris sowie des Deutschen Theaters in Berlin, dessen Mitbegründer er gewesen war, neu organisieren. Dem klassischen Repertoire von Shakespeare bis Schiller sollte die größte Aufmerksamkeit gelten und mustergültige Inszenierungen erarbeitet werden.
Wie sein Vorgänger Wilbrandt war auch Förster gezwungen, nur wenige Wochen nach Amtsantritt das Theater zu schließen: Kronprinz Rudolf hatte Selbstmord begangen, deshalb gab es von 30. Jänner bis 9. Februar 1889 keine Vorstellungen. Außerdem wurde der Burgtheater-Direktion von höchster Stelle die Anweisung gegeben, in Zukunft keine Stücke zu zeigen, in denen Suizide vorkommen. In Hamlet mussten zudem die Totengräber-Szene sowie die Dialoge über den Selbstmord Ophelias entfallen. Försters ambitionierte Ziele blieben jedoch unerfüllt, sie wurden von seinem plötzlichen Tod am 22. Dezember 1889 vereitelt.
Adolf von Sonnenthal (27. Dezember 1889 bis 12. Mai 1890) Sonnenthal fungierte nach dem Ableben Försters ein zweites Mal als provisorischer Leiter. Zunächst war allerdings eine Doppeldirektion geplant, und Baron Berger sollte sich die Aufgaben mit Sonnenthal teilen. Doch bereits fünf Tage nach seiner Ernennung demissionierte Berger am 3. Jänner 1890.
Max Burckhard (12. Mai 1890 bis 25. Jänner 1898) Nachdem sich Sonnenthal auch diesmal geweigert hatte, die Direktion definitiv zu übernehmen, suchte man einen Nachfolger und fand in Burckhard eine überraschende Lösung. Burckhard war Beamter im Rang eines Ministerialvizesekretärs sowie Dozent für österreichisches Privatrecht. Bekannt als brillanter Jurist, wusste man jedoch nichts über ein bei ihm vorhandenes Talent, ein Theater zu leiten. Doch Burckhard erwies sich als genialer „Quereinsteiger“, der das ihm entgegenkommende Misstrauen innerhalb wie außerhalb des Hauses rasch zu besänftigen wusste. In seiner Ära standen 145 Stücke im Repertoire, 62 davon aus dem alten Haus auf dem Michaelerplatz, 83 in seiner Direktionszeit neu inszeniert. Durch ermäßigte Sonntagnachmittagsvorstellungen gelang es ihm, neue Publikumsschichten anzusprechen.
Nicht zuletzt aber öffnete Burckhard das Burgtheater für wesentliche, neue Autoren, darunter Henrik Ibsen, Gerhart Hauptmann sowie Ludwig Anzengruber. So wurde beispielsweise Arthur Schnitzler in Burckhards Zeit zum ersten Mal an der Burg gespielt. Am 9. Oktober 1895 gab es die Uraufführung von Schnitzlers Liebelei mit Sonnenthal als Alter Weiring, Adele Sandrock als Christine und Friedrich Mitterwurzer als Ein Herr. Diese Inszenierung stand bis zum 15. September 1910 auf dem Spielplan und wurde insgesamt 42 Mal bei wechselnder Besetzung der meisten Hauptrollen gezeigt.
Auch Burckhards Direktionszeit war von einer diesmal jedoch längeren Schließung betroffen: Zwischen 11. April und 15. September 1897 war das Theater wegen Umbauarbeiten geschlossen, deshalb fanden von 30. Juni bis 18. Juli Vorstellungen im Hofoperntheater statt. Insgesamt gelang es Burckhard durch seine Neuerungen, sich zusätzliche Burgtheaterbesucher unter Arbeitern und Studenten zu sichern, und die fortschrittliche Presse unterstützte ihn. Seine Gegner fanden sich indes unter dem Stammpublikum sowie bei den Vertretern der Burgtheater-Tradition. Burckhard wurde die Vernachlässigung des klassischen Repertoires zum Vorwurf gemacht. Das dem Adel und dem Großbürgertum gefallende französische Gesellschaftsstück, das Burckhards Vorgänger zudem volle Kassen gebracht hatte, wurde vermisst.
Zu Burckhards Stolperstein wurde schließlich, dass er sich selbst als Dramatiker betätigte: Die Bürgermeisterwahl wurde am Deutschen Volkstheater sowie Das Katherl am Raimundtheater aufgeführt. Darin wurde die gute Gesellschaft mit großem Erfolg kritisiert, doch wurde dies von vielen Seiten als nicht vereinbar mit dem Amt eines Burg-Chefs angesehen. Burckhard sah dies letztlich ein und ersuchte um seine Entlassung, der nachgekommen wurde.
Paul Schlenther (26. Jänner 1898 bis 28. Februar 1910): Nach Burckhards Rücktritt gab es eine Reihe von Namen, die als mögliche Nachfolger in Frage kamen. Darunter waren Heinrich Bulthaupt, Emil Claar, der erfahrene Theaterleiter des Stadttheaters Frankfurt, der Münchner Oberregisseur Jocza Savits sowie Schlenther, Theaterkritiker der Berliner Vossischen Zeitung, den eine Gruppe von Schauspielern vorgeschlagen hatte. Diese Schauspieler besaßen Einfluss, und so wurde Schlenther am 25. Jänner 1898 zum Direktor bestimmt. Schlenthers Plan sah vor, sowohl das klassische Repertoire zu pflegen wie Novitäten zu zeigen. Auch Schlenthers Ära war nicht lange nach ihrem Beginn von einer Schließung des Theaters betroffen: Nach dem Ableben von Kaiserin Elisabeth fanden von 11. bis 19. September 1898 keine Vorstellungen statt.
Wie sein Vorgänger wollte auch Schlenther neue Publikumsschichten an sein Haus binden. So fanden von 1. bis 15. Jänner 1899 für Arbeiter und Studenten Klassikervorstellungen am Nachmittag statt: Maria Stuart von Schiller, Ein Wintermärchen sowie Der Widerspenstigen Zähmung von Shakespeare. Ein Gastspiel führte zudem die italienische Schauspielerin Eleonora Duse mit ihrer Compagnie ins Burgtheater, wo Gabriele D’Annunzios La Gioconda gespielt wurde. Eine wesentliche Innovation war von April 1901 an zu verzeichnen: Ab nun erschienen die Namen der Regisseure auf den Theaterzetteln. So nannte die Neuinszenierung von Nestroys Lumpacivagabundus am 21. April Hugo Thimig als für die Regie Verantwortlichen (diese Produktion wurde allerdings bis 8. Dezember 1901 lediglich dreimal gezeigt).
Eine Mammut-Inszenierung wurde in Schlenthers Ära durch Zufall realisiert, als sich eine in zwei Teile aufgesplittete Produktion von Schillers Don Carlos, Infant von Spanien (Premiere 17. bzw. 21. Jänner 1905; Regie Hugo Thimig; Josef Kainz als Don Carlos, Sonnenthal als Philipp II.) als publikumsunwirksam erwies. Aus Rücksicht auf das Abonnement konnten die zwei Teile nicht an zwei Tagen hintereinander gespielt werden, sondern es lagen bis zu vier Tage dazwischen. Daher beschloss man, ab 26. Jänner 1905 beide Teile an einem Abend zu spielen. Die Vorstellung begann um 18.30 Uhr und dauerte bis 00.23 Uhr. In dieser Form stand die Inszenierung bis zum 15. April 1917 auf dem Spielplan.
Aus Anlass von Schillers hundertstem Todestag wurde von 4. bis 20. Mai 1905 ein Schiller-Zyklus gespielt, der zehn Abende umfasste: Die Räuber, Die Verschwörung des Fiesko zu Genua, Kabale und Liebe, Don Carlos, Infant von Spanien, Wallensteins Lager – Die Piccolomini – Wallensteins Tod, Maria Stuart, Die Jungfrau von Orleans, Die Braut von Messina, Wilhelm Tell.
Eine Neuerung Schlenthers war es, zweierlei Preise, nämlich höhere für Premieren bzw. beim Auftreten berühmter Gäste sowie niedrigere bei regulären Repertoirevorstellungen, einzuführen. Dennoch konnte dies nicht sinkende Einnahmen verhindern. Eine andere Idee Schlenthers wurde nicht realisiert: Er hatte vorgeschlagen, ein kleines Haus für 500 bis 600 Besucher zu erbauen und dem Burgtheater als Kammerspieltheater anzugliedern. Schlenther wurde hingegen vorgeworfen, das Ensemble zu vernachlässigen und zu sehr auf Stars wie Kainz zu setzen. Dennoch vermochte sich Schlenther zwölf Jahre lang zu halten.
Erst ein Theaterskandal bereitete seiner Ära ein Ende. Am 23. Oktober 1909 wurde die Komödie Hargudl am Bach oder Die Liga der Persönlichkeiten von Hans Müller gezeigt, der Wiener Literaten aufs Korn nahm. Viele, die von Müller gemeint waren, befanden sich im Publikum, und es kam zu einem Durchfall, wie ihn das neue Burgtheater am Ring noch nie zuvor erlebt hatte. Müllers Stück wurde lediglich in vier Aufführungen bis zum 29. Oktober gespielt, und Schlenther wusste, dass seine Direktion am Ende war.
Alfred Freiherr von Berger (1. März 1910 bis 24. August 1912): Schlenther wurde eine Anstandsfrist von einigen Wochen eingeräumt, in dieser Zeit wurde nach einem Nachfolger gesucht. Dafür wurde mit Alfred Freiherr v. Berger verhandelt, der während der provisorischen Leitung Sonnenthals als artistischer Sekretär gewirkt und sich zudem als Direktor des Hamburger Schauspielhauses bewährt hatte. Obersthofmeister Fürst Montenuovo, der Generalintendant der Hoftheater, war sogar bereit, Berger eine Doppeldirektion Hamburg-Wien zu gestatten, doch wurde dies von der Schauspiel A. G. Hamburg nicht akzeptiert. Dort kam man jedoch Berger entgegen und verzichtete auf die einjährige Kündigungsfrist. Somit konnte Berger sein neues Amt offiziell am 1. März 1910 antreten, inoffiziell sogar bereits am 21. Februar.
Berger gelangen einige Meilenstein, darunter Schnitzlers Der junge Medardus in der Regie von Hugo Thimig. Außerdem erfuhr Schnitzlers Das weite Land am 14. Oktober 1912 seine österreichische Erstaufführung (Regie Thimig). Diese Inszenierung wurde bis zum 26. Jänner 1919 42 Mal gezeigt. Außerdem gab es eine exemplarische Aufführung von Hebbels Herodes und Mariamne (Premiere 6. Mai 1911), und ein weiterer großer Erfolg war Leo Tolstois Der lebende Leichnam (Premiere 14. November 1911 und bis zum 23. Mai 1922 in dieser Inszenierung auf dem Spielplan). Berger hatte elf Jahre lang darauf gewartet, Burg-Chef zu werden; und als es ihm endlich geglückt war, war es fast zu spät, da er bereits kränkelte.

## Die Burg im Schatten des Ersten Weltkrieges (1912–1918)
Hugo Thimig (1. September 1912 bis 17. März 1917): Sehr rasch trafen Obersthofmeister Fürst Montenuovo, der oberste Leiter der Hoftheater, sowie Viktor Horsetzky Edler von Hornthal, Kanzleidirektor der Generalintendanz der Hoftheater, die Entscheidung, Thimig als Bergers Nachfolger zu nominieren. Im September 1912 wurde Thimig zunächst nur provisorischer Leiter, am 12. April 1914 schließlich definitiv Burgtheaterdirektor.
Auch Thimigs Amtszeit war von einer Schließung des Theaters betroffen, nachdem Thronfolger Franz Ferdinand in Sarajewo erschossen worden war. So gab es von 28. Juni bis 30. Juni keine Vorstellungen. Der Beginn des Ersten Weltkriegs fiel in die Theaterferien. Thimig verhandelte mit Fürst Montenuovo über die Wiedereröffnung des Burgtheaters, wobei sich Kaiser Franz Joseph für den nun schon üblichen Saisonbeginn am 1. September aussprach. Dennoch wurde das Burgtheater dann doch erst am 1. Oktober 1914 wiedereröffnet.
Auffällig an Thimigs Spielplan war u. a. ein Grillparzerzyklus von 1. bis 10. Februar, bestehend aus Sappho, der Trilogie Das goldene Vlies, König Ottokars Glück und Ende, Ein treuer Diener seines Herrn, Des Meeres und der Liebe Wellen, Weh dem, der lügt, Der Traum ein Leben, Die Jüdin von Toledo sowie Esther.
Auch das Burgtheater war von der sich zunehmend verschlechternden Versorgungslage in Wien betroffen. So untersagte es schließlich eine Verordnung des Wiener Magistrats privaten Kohlenhandlungen bei hoher Strafe, an Wiener Theater Kohlen zu liefern. Ende Februar 1917 bestand dann die Gefahr, dass das Burgtheater geschlossen werden müsse. Letztlich wurde dem Burgtheater vom kaiserlichen Hof eine große Menge Brennholz geliefert, was die Situation kurzfristig linderte. Überdies musste Thimig dafür sorgen, dass Schauspieler vom Kriegsdienst freigestellt wurden, und mit größten Mühen musste Material für die Dekorations- und Kostümherstellung besorgt werden. 1916 wandte sich Thimig an die Generalintendanz mit dem Ersuchen, ihn des Amtes zu entheben und einen Nachfolger zu bestimmen. Weil ein solcher jedoch nicht in Sicht war, lehnte Montenuovo Thimigs Bitte ab.
Nach dem Tod Franz Josephs akzeptierte der Obersthofmeister des jungen Kaisers Karl den Wunsch Thimigs, der nach 43 Jahren der Burg-Zugehörigkeit mit dem Titel eines k. u. k. Hofrats in Pension ging. Noch in die letzten Tage der Thimig-Ära fiel ein Gastspiel des Burgtheaters in Zürich von 2. bis 4. April 1917 mit Der Tor und der Tod, Esther, Literatur, Zwischenspiel, Der Weibsteufel sowie Auferstehung.

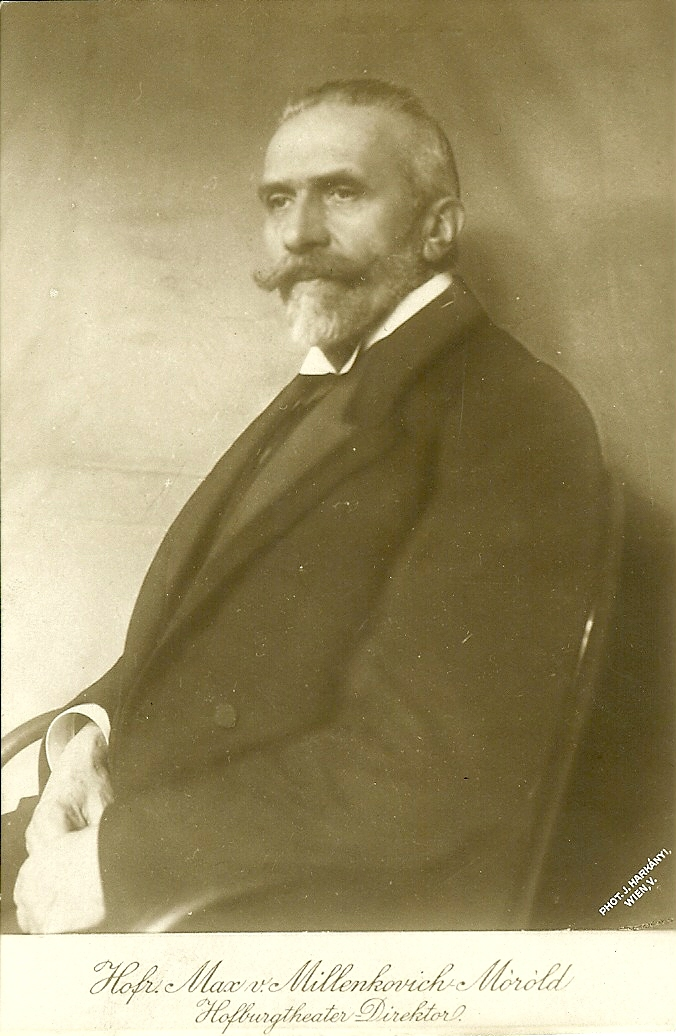
Max von Millenkovich, Direktor von 1917–1918

Max von Millenkovich (10. April 1917 bis 7. Juli 1918), Leiter der Kunstsektion im Unterrichtsministerium und als Dichter unter dem Namen Morold tätig, wurde rasch zum neuen Burg-Chef bestellt. Er war es, der am 27. Juni 1917 den Vertrag mit Alexander Girardi schloss. Wenige Tage später kam Girardi in seinem Zsupan-Kostüm sowie mit einem Ferkel unter dem Arm das Haus, wo er von Millenkovich mit offenen Armen empfangen wurde. Diese Szene hielt Theo Zasche in einem Aquarell fest.
Girardi spielte den Fortunatus Wurzel in der Erstaufführung von Ferdinand Raimunds Der Bauer als Millionär am Burgtheater (15. Februar 1918, Regie Albert Heine; diese Inszenierung wurde noch bis 29. Februar 1936 gezeigt, wobei Ferdinand Maierhofer nach Girardis Tod dessen Rolle gab). Außerdem übernahm Girardi noch die Rolle des Weiring in Schnitzlers Liebelei (1. März 1918, Regie Max Devrient; diese Inszenierung wurde noch bis 1930 mit wechselnden Besetzungen im Burgtheater sowie im Akademietheater und im Schlosstheater Schönbrunn gespielt).
Dass Millenkovich Amtszeit so rasch endete, hing mit dem sich verändernden Klima gegen Ende des Ersten Weltkriegs zusammen. Kaiser Karl bemühte sich um einen Frieden sowie um ein geändertes politisches und kulturelles Zusammenleben der Völker der Donaumonarchie, und auch das Burgtheater sollte daran mitwirken. Millenkovich, der nach seiner Ernennung in einer Pressekonferenz erklärt hatte, dass das „christlich-germanische Schönheitsideal ihm die Maßstäbe gäbe“, war untragbar geworden.
Dreierkollegium (1. September bis 31. Oktober 1918): Das Dreierkollegium bestand aus Hermann Bahr, Max Devrient und Robert Michel. Kaiser Karl ernannte Baron Leopold Andrian-Werburg zum neuen Generalintendanten, dieser wiederum bestellte den Dichter Hermann Bahr, den Regisseur und Hofschauspieler Devrient sowie Major Michel. Bahr sollte den Spielplan erstellen, Devrient für Besetzungen und Personalfragen zuständig sein sowie Michel als verlängerter Arm des Generalintendanten am Burgtheater wirken.
In diese kurze Ära fielen die ersten Überlegungen, das Akademietheater dem Burgtheater als kleines Haus anzugliedern. Bahr war dagegen: In einem Brief an die Generalintendanz vom 19. Oktober sprach er sich dafür aus, das Akademietheater – das ihm zufolge als Kammerspieltheater gänzlich ungeeignet sei – als Studio- und Probebühne zu nutzen und das Theater an der Wien als kleines Haus des Burgtheaters zu installieren.
Wegen einer Grippeepidemie blieb das Burgtheater von 21. bis 31. Oktober 1918 geschlossen. So endete die Ära des Dreierkollegiums während eines geschlossenen Hauses. Das Ende der Donaumonarchie besiegelte auch jenes der Pläne Andrian-Werburgs. Die letzte Premiere – zugleich die einzige in der Ära des Dreierkollegiums – im K. k. Hof-Burgtheater sowie zur Zeit der Habsburger-Monarchie galt am 28. September der Antigone des Sophokles am 28. September 1918 in der Regie Albert Heines, im Bühnenbild von Alfred Roller sowie mit Hedwig Bleibtreu in der Titelrolle.

## Zwischenkriegs-Direktionen I (1918–1930)

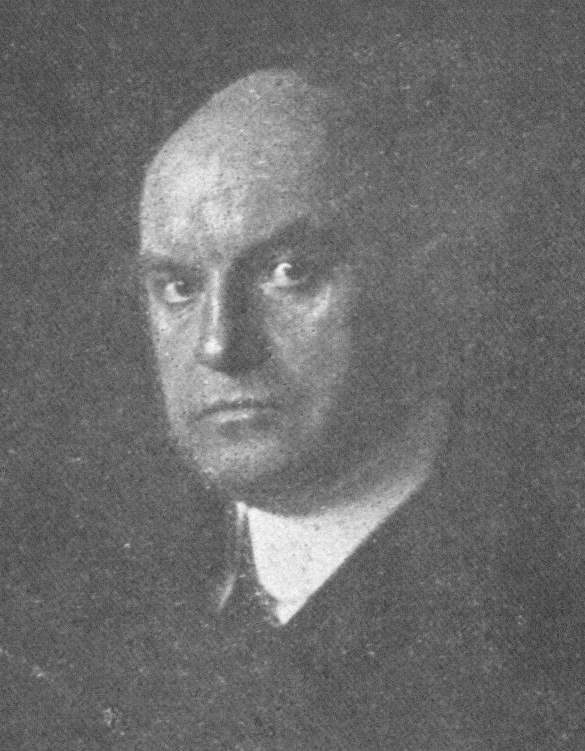
Albert Heine, Direktor von 1918–1921

Albert Heine (1. November 1918 bis 31. Jänner 1921): Die österreichische Nationalversammlung und ihre Organe, der Staatsrat und die Regierung, beschlossen, die Hoftheater ohne weitere Verhandlungen und Untersuchungen als Staatstheater in die Verwaltung des neuen Staates zu übernehmen. Manifest wurde dies an dem sich ändernden Namen des bisherigen Hof-Burgtheaters: Zunächst verschwanden der Doppeladler und die Bezeichnung k. k. von den Programmzetteln, und von 3. Dezember 1918 an hieß es fortan nur noch Burgtheater. Albert Heine, mit Unterbrechungen seit dem Jahr 1900 als Schauspieler und Regisseur dem Burgtheater angehörend, wurde von den Beamten der Generalintendanz als Direktor nominiert. Aus dem Dreierkollegium verblieb der Sekretär Hermann Bahrs, Erhard Buschbeck, der für 40 Jahre den täglichen Betrieb des Hauses am Ring sichern würde, z. B. als Leiter des künstlerischen Betriebsbüros und stellvertretender Direktor.
Die komplizierten Zeitumstände wirkten sich auf den Spielbetrieb aus, so gab es im Dezember 1918 wegen Kohlen- und Strommangels nur zwölf Vorstellungen, davon zwei Nachmittagsvorstellungen. Im Jänner 1919 fielen die Vorstellungen jeden Montag und Dienstag aus. Am 20. Februar wiederum traf die Aufführung des ersten französischen Lustspiels der Saison (Die Fahrt ins Blaue von E. Cavaillet, de Flers und Rey, Regie Otto Tressler) auf Publikumstumulte. Zuschauer verlangten österreichische Dichter anstelle französischer Autoren. Deren Gegner wurden mit der Wiederaufnahme von Karl Schönherrs Erde und Karnerleut besänftigt. Dennoch blieb Die Fahrt ins Blaue weiter auf dem Spielplan und wurde erfolgreich bis zum 9. März 1930 in dieser Inszenierung 94-mal gezeigt.
Die Heine-Ära sorgte für eine gravierende Neuerung, nämlich die Einführung von Programmheften. Am 28. November 1919 wandte sich die Generalintendanz an das „Deutsch-Österreichische Staats-Notariat“ mit dem Antrag auf Einführung von Programmheften in den ehemaligen Hoftheatern. Unklar ist allerdings, wann genau das erste Burg-Programmheft erschienen ist, doch sie blieben fortan eine permanente Einrichtung. Noch eine andere Neuerung kam zustande: Am 5. Juni 1919 erscheint die erste Nummer der Blätter des Burgtheaters. In dieser von Heine herausgegebenen Theaterzeitung erschienen erstmals auch Werbeinserate. Die Blätter des Burgtheaters erlebten 12 Nummern.
Wie Schlenther hatte Heine den Wunsch nach einem kleinen Haus für das Burgtheater. Ihm fiel das Schönbrunner Schlosstheater ein, das allerdings eine gezielte Stückauswahl mit wenigen Schauspielern und einfachen Dekorationen verlangte. So fand am 6. Juni 1919 die festliche Eröffnung dieses Theaters statt. Allerdings wurde bald evident, dass die schlechten Verkehrsverhältnisse zu schlechtem Besuch führten. Politische Unruhen – etwa der Sturm auf das Parlament am 17. April 1919, der Putsch der Roten Garde am 15. Juni oder der Bauernaufmarsch am 29. Juni verunsicherten die Straßen und beeinträchtigten den Theaterbesuch. Am 21. Juli blieb das Schlosstheater wegen eines Generalstreiks geschlossen. Von 24. bis 30. September 1919 war das Schlosstheater wegen Einstellung des Straßenbahnverkehrs geschlossen.
Von 28. bis 31. August spielte man im Burgtheater nachmittags und abends Goethes Iphigenie auf Tauris als Volksvorstellungen, veranstaltet vom Reichsbildungsamt für Volkswehr und Arbeiterorganisationen. Immer öfter kam es nun dazu, dass Publikumsorganisationen regelmäßig einzelne Vorstellungen aufkauften, und zwar als Arbeitervorstellungen mit Unterstützung der Gemeinde Wien, Veranstaltung des österreichischen Volksbildungsamtes, Veranstaltung der Kunststelle für christliche Volksbildung, Vorstellung für Arbeiter, Angestellte und studierende Jugend mit Unterstützung der Gemeinde Wien oder Veranstaltung der Kunststelle der Bildungszentrale.
Ab 25. November 1919 wurden die Stammsitze auf den Galerien aufgelassen und das Viertelabonnement auf Parkettsitze aufgehoben. Im Repertoire 1919/20 gab es nur noch 20 Stücke. Den Abonnenten, die das Bezugsrecht für gerade und ungerade Tage besaßen, wurde das Recht für einen Tag entzogen. Die frei werdenden Plätze wurden dem fluktuierenden Publikum zugänglich gemacht. Von 16. bis 17. sowie von 19. bis 23. Jänner 1920 musste das Burgtheater auf behördliche Anordnung wegen Kohlennot geschlossen bleiben. Heine trat nach zwei Jahren zurück, um wieder als Schauspieler und Regisseur an der Burg tätig zu sein. Grund für den Rücktritt waren Heines Verhandlungen mit Max Reinhardt, dem ein bis zwei Inszenierungen pro Jahr angeboten worden waren. Reinhardt hatte grundsätzlich zugesagt, jedoch seine Berliner Schauspieler nicht über Wochen und Monate sich selbst überlassen wollen. Eine mögliche Lösung wäre gewesen, dass Reinhardt mit einem Großteil seines Ensembles in Wien gastieren sollte. Dies führte zu heftigen Debatten zwischen der Direktion und dem Ensemble und schließlich zum Ende von Heines Amtszeit.

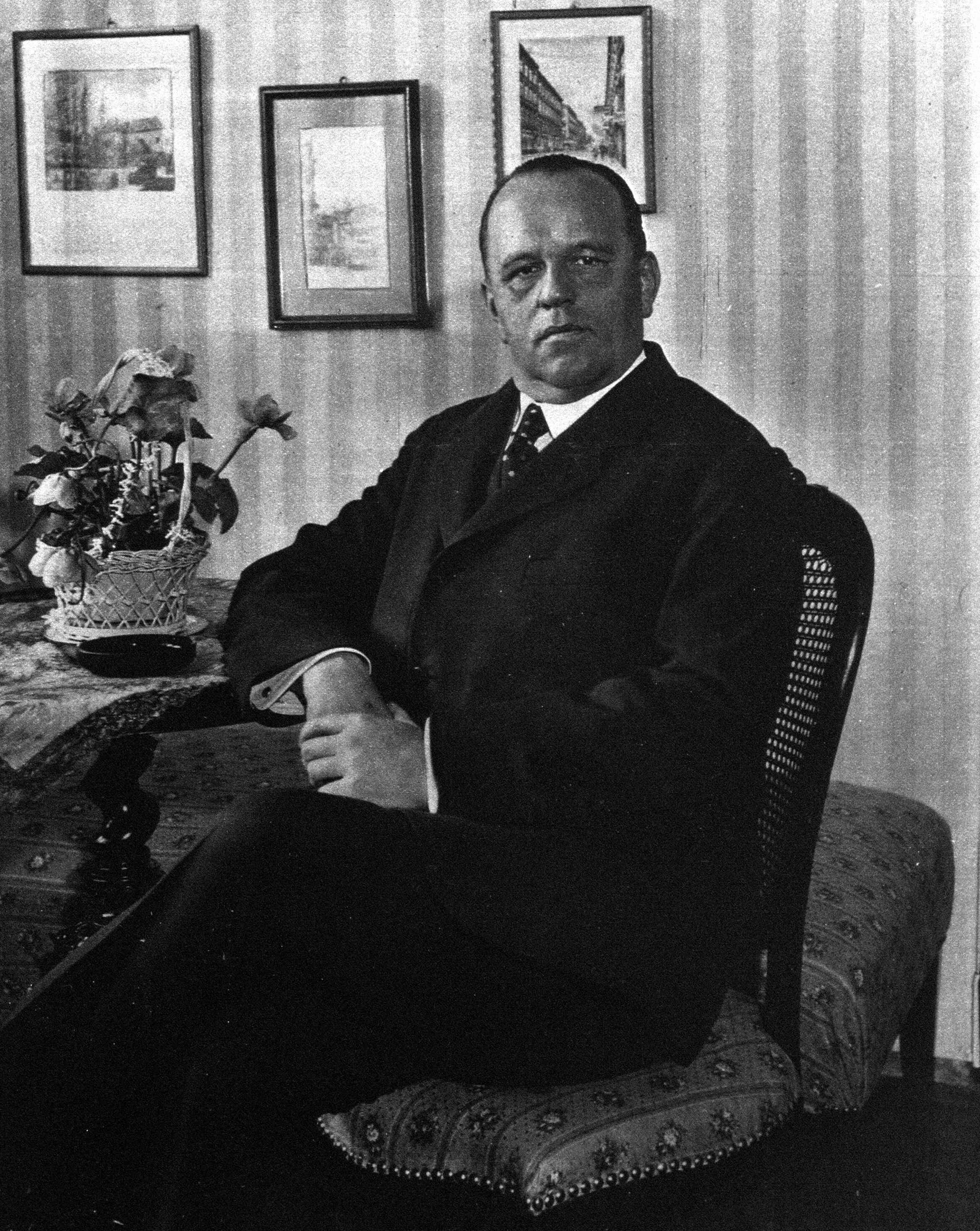
Anton Wildgans, Direktor von 1921–1922 und von 1930–1931

Anton Wildgans (1. Februar 1921 bis 31. Juli 1922): Erste Direktion Wildgans. Nach Heines Abtritt begab sich der Leiter der Staatstheaterverwaltung, Adolf Vetter, auf die Suche nach einem Nachfolger. Man fand ihn im Dichter Anton Wildgans, dessen Drama Armut im Volkstheater und dessen Tragödie Dies irae an der Burg Erfolg gehabt hatten und der als Lyriker bekannt war. Als Mitarbeiter wählte sich der mit dem Bühnenalltag nicht vertraute Wildgans Max Paulsen. In der Direktion Wildgans wurden mit Max Devrient, Hugo Thimig, Georg Reimers und Auguste Wilbrandt-Baudius die ersten Ehrenmitglieder des Burgtheaters ernannt.
Die Direktion Wildgans ging zu Ende, als sich der auch juristisch gebildete Mann in immer mehr juristische Spitzfindigkeiten verwickelte. In einem Aktenkrieg mit der Burgtheaterverwaltung stritt man um Kompetenzen und Auslegungen. Wildgans, der den Eindruck gewann, bloßer Handlanger der Verwaltung zu sein, demissionierte.
Max Paulsen (1. August 1922 bis 31. Juli 1923): Auf Wildgans folgte, wie von vielen schon erwartet, Paulsen, der bereits zuvor viele Entscheidungen allein getroffen hatte. Durch die allgemeine Finanzkrise war man zu eiserner Sparsamkeit gezwungen. Die Subventionen für die Staatstheater wurden reduziert. Trotzdem vermochte Paulsen das Übungstheater der damaligen Akademie für Musik und darstellende Kunst im Konzerthaus dem Burgtheater als lang ersehntes kleines Haus anzugliedern. Am 8. September 1922 wurde das Akademietheater mit Iphigenie auf Tauris eröffnet, es spielten u. a. Hedwig Bleibtreu, Raoul Aslan und Franz Herterich.
Das Ende der kurzen Paulsen-Direktion hing mit einem Wechsel in der Intendanz zusammen. Auf Vetter war Ministerialrat Renkin als Leiter der Staatstheaterverwaltung gefolgt. Ähnlich wie Wildgans hatte auch Paulsen um seine Kompetenzen gekämpft, Renkin sah darin einen Versuch, die Rechte seines eigenen Amtes zu schmälern. Schließlich beendete Renkin Paulsens Direktion.
Franz Herterich (1. August 1923 bis 30. Juni 1930): Unterrichtsminister Schneider bestellte den Regisseur und Schauspieler Franz Herterich zum Nachfolger Paulsens mit der Auflage, dass Herterich das Burgtheater effektiver machen solle, nämlich den großen Apparat an Solisten und Technikern besser nützen, mehr Premieren und Neuinszenierungen anbieten, eine Vergrößerung der Anzahl der Aufführungen erzielen und dies alles möglichst unter Beibehaltung des Repertoiretheater-Prinzips geschehen möge. Dies war nur durch eine Ausweitung der Spielstätten zu erreichen. So wurde der Große Saal des Wiener Konzerthauses für Calderons Über allen Zaubern Liebe (3. November 1923, Regie Herterich, Bühnenbild Remigius Geyling, musikalische Leitung Alfred Rosé) und für das Osterspiel von Klosterneuburg (14. April 1924; Regie Herterich, Bühnenbild Geyling) verwendet. Geyling orientierte sich für seine Bühnenbilder am Calderon'schen Barocktheater und schuf für das Osterspiel eine zweigeteilte, gotische Bühnendekoration.
Im Schönbrunner Schlosstheater wurde am 14. Juni 1924 Der Widerspenstigen Zähmung (Regie Heine, Bühnenbild Roller) als Beginn einer Sommerspielzeit herausgebracht. Am 1. Oktober 1924 kam im Redoutensaal der Hofburg Der Bürger als Edelmann nach Molière von Hugo von Hofmannsthal und mit der Musik von Richard Strauss als gemeinsame Unternehmung von Burgtheater und Operntheater heraus (Regie Karl Zeska, Dirigent Richard Strauss; u. a. mit Alma Seidler, Rosa Albach-Retty, Lilli Helletsgruber). Die als sensationell empfundene Aufführung sollte das zahlende Publikum anlocken, um das in diesen Krisenzeiten heftig geworben wurde. Zudem wurden verbilligte Karten an Theatergemeinden vergeben, jährlich gab es für sie 90 geschlossene Vorstellungen. Für Schüler und Mittelschüler gab es ebenfalls stark ermäßigte geschlossene Vorstellungen.
Zwischen 23. und 28. November 1925 gab es ein offizielles Bundesländergastspiel des Burgtheaters in Linz, Salzburg und Innsbruck mit Shakespeares Hamlet und Bahrs Krampus. Die politischen Wirren der Zwischenkriegszeit ließen auch das Burgtheater nicht ganz unberührt: So entschloss sich die Direktion am 15. Juli 1927 infolge des Justizpalastbrandes, das Theater zu schließen und die Abendvorstellung von Adam und Eva abzusagen. Am 13. Oktober 1929 fand im Burgtheater eine Gedenkfeier für den am 15. Juli verstorbenen Hugo von Hofmannsthal statt. Dabei wurde die symphonische Dichtung Tod und Verklärung von Richard Strauss durch die Wiener Philharmoniker unter Clemens Krauss aufgeführt. Stefan Zweig hielt die Gedenkrede. Danach folgte eine Aufführung von Der Tod und der Tod.
Gegen Ende der Ära Herterich machten sich Ermüdungserscheinungen bemerkbar. Der Direktor des erfolgreichen Volkstheaters, Rudolf Beer, wandte sich über Mittelsmänner an den Unterrichtsminister und ließ anfragen, ob dieser bereit sei, das Burgtheater zu verpachten. Beer argumentierte, dass dies dem Staat Geld ersparen würde. Der Vorschlag wurde zwar strikt zurückgewiesen, doch gab er Anlass dazu, die Situation des Burgtheaters zu überdenken. Dem Generalintendanten Franz Schneiderhan wurde nahegelegt, einen Direktionswechsel ins Auge zu fassen, zudem forderte eine Reihe großer Schauspieler der Burg die Abberufung Herterichs. Zu dieser Zeit hatte Anton Wildgans während einer Vortragsreise in Schweden seine berühmte Rede über Österreich gehalten. Unterrichtsminister Heinrich Srbik sah sich durch dessen Wirken für Österreich im Ausland veranlasst, im Dichter jemanden zu sehen, der für eine Wiederbelebung des Theaters sorgen könnte.

## Zwischenkriegs-Direktionen II (1930–1938)
Anton Wildgans (1. Juli 1930 bis 31. Dezember 1931): Der zweiten Direktion Wildgans wurde volle Selbständigkeit zugestanden, und man war auch bereit, ihm genügend Raum für seine literarische Tätigkeit zuzubilligen. Überdies wurde Wildgans unbeschadet der Dauer seiner Burg-Direktion eine Pension zugesichert.
Im Februar 1931 schlugen zwei junge Schauspieler und ehrgeizige Regisseure, Philipp Zeska sowie Karl Eidlitz, Wildgans die Gründung eines Burgtheater-Studios vor. Dort sollten junge Mitglieder die Möglichkeit haben, sich zu bewähren, aber auch ältere, berühmtere Kräfte sollten, so es ihre Zeit zuließ, sich anschließen können. Alle Mitglieder des Studios sollten ohne Bezahlung an den nötigen Proben teilnehmen und sich gegenüber der Direktion verpflichten, den Probenbetrieb des Hauses nicht zu stören. Wildgans akzeptierte den Vorschlag, und der Erfolg der ersten Studioaufführungen übertraf alle Erwartungen.
So kam schließlich am 8. April 1931 im Akademietheater Donaumont o. Die Heimkehr des Soldaten Odysseus von Eberhard W. Möller in Zeskas Regie und dem Bühnenbild des Malers Carry Hauser u. a. mit Ewald Balser und Auguste Pünkösdy heraus, weitere Inszenierungen folgten. Am 17. April 1931 feierte Direktor Wildgans seinen 50. Geburtstag und es gab für ihn Festreden, Auszeichnungen und Huldigungen. Doch hinter den Kulissen sah man sich bereits um einen Nachfolger für ihn um, und als Wildgans davon erfuhr, nahm er ein zweites und letztes Mal erbittert Abschied vom Burgtheater. Nicht einmal ein halbes Jahr nach dem Ende seiner zweiten Amtszeit starb Wildgans am 3. Mai 1932.
Kurz davor, nach einer bereits unter seinem Nachfolger Röbbeling abgehaltenen, triumphal verlaufenen Gastspiel des Burgtheaters in Weimar, schrieb Wildgans in Folgerungen aus Weimar im Hinblick auf die politischen Kritiker des Burgtheaters: „Man wird ihnen zu bedeuten haben, dass das Burgtheater nicht eine Angelegenheit ist, die bloß die Wiener angeht und diesen zugute kommt. Gar so viele Dinge, die uns Österreichern in der Welt Ehre machen und Sympathien erwerben könnten, haben wir leider nicht mehr. [...] Und dann noch eines: Wenn in Hinkunft wieder einmal ein Gezeter losgehen sollte, über die hohen Kosten, die speziell das Burgtheater verursache, dann wird man energisch und einmütig zu erwidern haben, dass eine Bühne wie das Burgtheater genauso eine Bildungsstätte sei, wenn auch mit anderen Mitteln, wie die Universitäten und andere Hochschulen, von denen man auch nicht verlange, dass sie sich selbst erhalten oder gar Gewinne abwerfen sollen.“
Hermann Röbbeling (1. Jänner 1932 bis 12. März 1938): Emmerich Czermak, Srbiks Nachfolger als Unterrichtsminister, wollte bei der Diskussion der Nachfolgefrage zu frühe Spekulationen in der Öffentlichkeit verhindern, die eventuelle Kandidaten hätten entwerten können. Nach außen hin zeigte er sich gegenüber jedem Vorschlag und jeder Kombination aufgeschlossen, tatsächlich jedoch hatte er eine Liste mit seinen Favoriten. Die erste Stelle nahm dabei Hermann Röbbeling ein, der zwei Hamburger Theater als privater Unternehmer führte und dem es trotz allgemeiner Theaterkrise gelang, genügend Einnahmen zu erwirtschaften. So wurde Röbbeling als Burg-Chef Nachfolger von Schriftstellern und Schauspielern.
Röbbeling verpflichtete den Akademieprofessor Friedrich Rosenthal als Dramaturgen und Regisseur, holte den Regisseur Herbert Waniek nach Wien und engagierte Josef Gielen als Ersten Regisseur. Eine schwierige Nestroy-Inszenierung, nämlich Das Haus der Temperamente, übertrug Röbbeling dem jungen Otto Ludwig Preminger. Der Kritiker und Schriftsteller Ernst Lothar wurde zu einer Inszenierung von Franz Grillparzers Ein Bruderzwist in Habsburg eingeladen. Ein begeistert aufgenommenes Gastspiel gab das Burgtheater am 22. März 1932 in Weimar mit Goethes Torquato Tasso (Regie Heine, Bühnenbild Stefan Hlawa; Raoul Aslan in der Titelrolle), an das sich Aufführungen in Klagenfurt (29. März), Brünn (4. April), Baden (19. April), Graz (30. Mai) und Innsbruck (16. Juni) anschlossen.
Röbbeling war bestrebt, mit allen zur Verfügung stehenden Möglichkeiten das Burgtheater in der Öffentlichkeit zu verankern und Publicity zu betreiben. So lud er die Presse nicht erst zu den Premieren, sondern bereits zu den Generalproben ein, damit diese rechtzeitig das Publikum durch Kritiken informieren konnte. Werbung und Reklame waren selbstverständlich, via Rundfunk wandte sich Röbbeling an die Zuhörer und sorgte dafür, dass Ausschnitte aus Burg-Proben gesendet wurden. Mit den staatlichen Verkehrsunternehmen handelte Röbbeling eine 25-prozentige Fahrpreisermäßigung bei Vorweis einer Burgtheaterkarte aus. Gastspiele in den Bundesländern sollten zum Besuch der Wiener Aufführungen animieren, Gäste aus den Bundesländern erhielten einen Nachlass auf ihre Eintrittskarte. Dafür wurde die in der Vergangenheit oft heftig monierte Vergabe von Freikarten (zumal an Beamte) stark eingeschränkt.
Den Ausfall einiger politischer Publikumsorganisationen ersetzte Röbbeling durch einen Ausbau des Abonnementsystems: Mit 15 Abonnement-Vorstellungen pro Saison sicherte er jene Werke ab, die nicht durch irgendwelche Sensationen erfolgreich zu werden versprachen. Auf diese Weise erreichte er für Klassiker und wichtige moderne Autoren recht hohe Aufführungszahlen und konnte darüber hinaus einige Stücke außerhalb des Abonnements ausprobieren und sodann je nach Erfolg wieder fallen lassen oder sie innerhalb des Abonnements anbieten. Innerhalb eines Schülerabonnements gab es Nachmittagsvorstellungen mit vielen Werken, die dem Lehrplan der damaligen Obermittelstufe entsprachen. Im Haupthaus sah man unter Röbbeling die Klassiker der Weltliteratur, wobei den österreichischen Klassikern ein besonderer Stellenwert eingeräumt wurde.
Die Zahl der Abonnenten und der Mitglieder der Theatergemeinde stieg in den ersten beiden Spielzeiten Röbbelings auf das Doppelte an, obwohl in Österreich Not, politische Wirren und Arbeitslosigkeit herrschten. Nur Röbbelings Plan, für die Hochschuljugend einen Zyklus moderner Stücke einzurichten, kam nicht zustande, weil man angesichts der zum Teil radikalen Politisierung der Studenten befürchtete, die Aufführungen könnten zu politischen Aktionen benützt werden. Insgesamt gelang es Röbbeling, das Burgtheater nach kaufmännischen Erfordernissen von Privattheatern zu führen, den Betrieb zu rationalisieren und einen hektischen Probenbetrieb zu etablieren. Dabei wollte Röbbeling auch das Vorhangverbot abschaffen: „Die Schauspieler des Kaisers konnten leichteren Herzens auf den Beifall verzichten als die Darsteller eines republikanischen Landes und einer republikanischen Zeit. Alles muss unternommen werden, den Kontakt zwischen Bühne und Zuschauerraum über die trennende Rampe hinweg inniger zu gestalten. Heute muss das Burgtheater nicht minder intensiv als eine Privatbühne um das Publikum werben.“ Bei den Schauspielern traf dieser Plan auf geteilte Aufnahme, Werner Krauß etwa sprach sich dagegen aus.
Die Zeitumstände, etwa die sich intensivierende Partnerschaft von Österreich und Italien, machten sich, wenngleich nur sehr sanft, auch im Spielplan des Burgtheaters bemerkbar: So wurde im großen Haus das Napoleon-Drama Hundert Tage von Benito Mussolini und Giovacchino Forzano aufgeführt (Premiere am 22. April 1933; Regie Röbbeling, Bühnenbild Geyling; mit Krauß als Napoleon) und bei einer Festvorstellung angesichts des Besuchs des königlichen italienischen Unterstaatssekretärs Fulvio Suvich am 19. Jänner 1934 gezeigt. Eine letzte Schnitzler-Inszenierung am Burgtheater vor der Nazi-Zeit, in der dieser Autor nicht gespielt werden durfte, fand am 11. Oktober 1935 statt: Komödie der Worte (Regie Herterich, Bühnenbild Willi Bahner; mit Balser in drei tragenden Rollen).
Röbbeling selbst inszenierte am 24. Oktober 1936 George Bernard Shaws Die heilige Johanna (Bühnenbild Emil Pirchan; mit Paula Wessely als Johanna und Hermann Thimig als Dauphin). Hofmannsthals Das Salzburger große Welttheater erfuhr am 30. Mai 1937 eine Neueinrichtung in Regie und Bühnenbild von Raoul Aslan, die Nebenrolle des Vorwitz wurde dabei vom baldigen Emigranten und späteren Burg-Direktor Ernst Haeusserman dargestellt. Von Ferenc Molnár spielte man Delila (Regie Waniek, Bühne Hlawa; Premiere 1. Dezember 1937; gespielt bis zum 6. März 1938). Im Rahmen der Reihe „Stimmen der Völker im Drama“ war der 12. Abend Amerika gewidmet:
Am 11. Februar 1938 fand die Premiere von Eugene O’Neills Trauer muss Elektra tragen statt (Regie und Bearbeitung Josef Gielen, Bühnenbild Pirchan). Diese Inszenierung konnte noch bis zum 7. März 1938 gezeigt werden und erlebte 9 Aufführungen. Die letzten Premieren vor dem Einmarsch der deutschen Wehrmacht und dem Anschluss Österreichs an das nationalsozialistische Deutschland waren: Molières Der eingebildete Kranke und Der Geizige im Burgtheater am 26. Februar (Regie Rott, Bühnenbild und Kostüme Hlawa) sowie Eugène Scribes Die drei Maupins im Akademietheater am 5. März 1938 (Regie Eidlitz, Bühnenbild und Kostüme Hlawa).

## Anschluss und Zweiter Weltkrieg (1938–1945)
Mirko Jelusich (13. März 1938 bis 6. Juli 1938): Der Schriftsteller und Kritiker der Deutsch-Österreichischen Tageszeitung Jelusich fungierte nach dem Anschluss als Kommissarischer Leiter, bis in Berlin der definitive Direktor bestimmt wurde. Gleich die erste Premiere, Shakespeares Julius Caesar (mit Krauß in der Titelrolle und Aslan als Marcus Antonius), stellte eine Ironie der Geschichte dar, als diese Inszenierung noch von einem aus Deutschland Emigrierten vorbereitet worden war: von Carl Ebert, einem überzeugten Sozialdemokraten, der am 15. März 1933 als Intendant der Städtischen Oper Berlin fristlos entlassen worden war und seitdem in Glyndebourne, am Teatro Colon in Buenos Aires, beim Maggio Musicale in Florenz sowie bei den Salzburger Festspiele gearbeitet hatte. Eberts Name stand auf dem Programmzettel, und er war symbolisch für all das, was in den kommenden 7 Jahren im bald von der Landkarte getilgten Österreich nicht mehr möglich sein würde.
Schon am 20. April fand im Burgtheater eine „Festvorstellung zum Geburtstag des Führers“ statt: die Wiederaufnahme der Wilhelm Tell-Inszenierung von Josef Gielen, der ebenfalls bald emigrieren würde. Als Prolog sprach Ewald Balser Hymnus auf die Heimkehr von Josef Weinheber. Das Akademietheater wurde einer Renovierung unterzogen, die bis 31. August 1938 abgeschlossen sein sollte, doch erst am 24. Jänner 1939 beendet wurde. Von 13. bis 20. Juni fand die „V. Reichs-Theaterfestwoche“ in Wien statt. Dabei gastierten die Staatlichen Schauspiele Berlin mit Shakespeares Hamlet im Burgtheater (Regie Müthel, Bühnenbild Rochus Gliese; mit Gründgens als Hamlet; 13. Juni). Das Burgtheater steuerte am 14. Juni eine Neuinszenierung von Goethes Götz von Berlichingen mit der eisernen Hand bei (Regie Herterich; Bühnenbild und Kostüme nach Entwürfen des längst verstorbenen Alfred Roller; Balser als Götz). Am 17. Juni zeigte das Deutsche Theater in Berlin eine Aufführung von Shakespeares Der Sturm (Regie Erich Engel, Bühnenbild Caspar Neher).
Ulrich Bettac (23. August 1938 bis 30. April 1939): Der am Burgtheater als Regisseur engagierte Bettac amtierte als Provisorischer Leiter. Zuvor hatte sich Berlin in der Direktionsfrage festgelegt: Zunächst hatte man an Gustaf Gründgens gedacht, der sich diesem Auftrag jedoch entzog. Dann kam man auf Lothar Müthel, der einerseits linientreu schien, andererseits Mitglied von Reinhardts Ensemble gewesen war. Mit der Nominierung Müthels war Jelusichs Aufgabe beendet. Doch Müthel erlitt einen Autounfall, weshalb erneut eine interimistische Lösung gesucht werden musste. Fred Hennings lehnte das Angebot ab, und schließlich sagte Bettac zu. Im September 1938 gastierte die Burg in Pressburg mit Scribes Ein Glas Wasser und Juliane Kays Charlotte Ackermann.
Am 2. April wurde eine Dienstanweisung für den Direktor des Burgtheaters erlassen. Darin heißt es u. a.: „Dem Direktor des Burgtheaters obliegt die künstlerische und administrative Leitung des Institutes. Er gilt als Führer des Betriebes im Sinne des Gesetzes zur Ordnung der nationalen Arbeit in öffentlichen Verwaltungen und Betreiben vom 23. März 1934. In Ausübung der künstlerischen Leitung ist der Direktor grundsätzlich selbständig und nur dem Reichsstatthalter in Österreich verantwortlich. [...] Der Direktor untersteht unmittelbar dem Reichsstatthalter in Österreich. Der Dienstverkehr mit dem Reichsstatthalter vollzieht sich, sofern er nicht unmittelbar erforderlich und möglich ist, durch den Leiter der Abteilung III des Amtes des Reichsstatthalters und in dessen Stellvertretung durch den Leiter der Staatstheaterverwaltung. Alle von der Direktion abgeschlossenen Verträge sowie alle Verfügungen von grundlegender und weittragender Bedeutung bedürfen der Genehmigung des Reichsstatthalters, für deren Erlangung die Staatstheaterverwaltung zu sorgen hat.“ Am 20. April 1939 gab es eine „Festvorstellung anlässlich des 50. Geburtstages unseres Führers Adolf Hitler“. Dabei gab man eine Komödie von G. B. Shaw mit dem Titel: Man kann nie wissen.
Lothar Müthel (1. Mai 1939 bis 30. April 1945): Müthel nahm seine Direktion nicht bis ganz zum Ende der Zeit wahr, für die er bestellt worden war. Daraus ergibt sich die Überschneidung mit der folgenden Direktion von Raoul Aslan, die in einem bereits befreiten Wien begann. Müthel sorgte für einen Spielplan, der zu einem großen Teil aus deutschen Klassikern bestand. Aber auch Werke von Grillparzer und Shaw gelangten zur Aufführung. Völlig aus dem Spielplan verschwunden waren die zuvor in Wien beliebten französischen Gesellschaftskomödien.
Viele Inszenierungen stammten von Regisseuren, die bereits vor dem März 1938 am Burgtheater tätig gewesen waren, etwa Raoul Aslan, Herbert Waniek, Ulrich Bettac, Philipp Zeska oder Adolf Rott sowie anfangs noch Josef Gielen. Gastregisseure aus dem Deutschen Reich wurden nur vereinzelt eingeladen, darunter Karlheinz Stroux oder Paul Riedy. Außerdem inszenierte Müthel selbst regelmäßig. Auch unter den Bühnenbildnern fanden sich vertraute Namen wie Stefan Hlawa, Emil Pirchan, Fritz Judtmann, Rochus Gliese. Jene Regisseure, die etwa in Berlin den Ton angaben, darunter Gustaf Gründgens oder Jürgen Fehling, waren in Wien nur durch Gastspiele ihrer Theater präsent. Ein scharfer ästhetischer Bruch war somit nicht feststellbar, die Veränderungen erschienen moderat. Propagandastücke oder -aufführungen wurden vom Burgtheater ferngehalten.
Das Burgtheater behielt zu einem Teil seine eigenständige Ästhetik, wenngleich die – für dieses Theater wichtigen – Namen Schnitzler und Hofmannsthal fortan fehlten. In ästhetischer Hinsicht fand am Burgtheater ein Stillstand statt, Neuerungsversuche, wie sie frühere Direktionen unternommen hatten, fanden nicht statt. Von 5. bis 11. Juni 1939 fand in Wien die „VI. Reichs-Theaterfestwoche“ statt, zu der die Burg Schillers Maria Stuart (Regie Müthel, Ausstattung Gliese) beisteuerte. Als Gastspiele kamen Fehlings Inszenierung von Shakespeares König Richard der Zweite (Bühnenbild Traugott Müller; mit Gründgens) sowie Hilperts Faust I-Regie mit Balser in der Titelrolle. Das Burgtheater zeigte dabei Nestroys Einen Jux will er sich machen (Premiere 9. Juni 1939; Regie Waniek, Bühne Hlawa).
Zwischen September 1939 und April 1944 gastierte das Burgtheater mehrmals pro Saison mit einem Stück in Pressburg. Am 8. Mai 1940 gastierte die Burg in Prag sowie im Jänner 1943 in Köln. Zum 150. Geburtstag Grillparzers veranstaltete die Stadt Wien im Jänner 1941 eine „Grillparzer-Woche“, an der alle Wiener Bühnen sowie deutsche Theater durch Gastspiele mitwirkten. Die Burg spielte u. a.: Die Ahnfrau (Premiere 15. Jänner; Regie Stroux; Bühne und Kostüme Hlawa; diese Inszenierung wurde nach dem Krieg im Ronacher wiederaufgenommen) sowie Libussa (Regie Müthel, Bühne und Kostüme César Klein). Ebenfalls noch bis in die Zeit nach dem Weltkrieg gespielt wurden folgende Akademietheater-Aufführungen: Bis Anfang 1946 wurde Zeskas Inszenierung von Bahrs Das Prinzip (Premiere 6. September 1941; Bühne und Kostüme Judtmann), bis Ende Mai 1946 Rotts Inszenierung von Henrik Ibsens Hedda Gabler (Premiere 9. Dezember 1941), sogar bis Mai 1953 Bettacs Regie von August Kotzebues Die beiden Klingsberg (Premiere 4. Oktober 1941), und immerhin bis Anfang 1947 Rotts Inszenierung von Curt Goetz’ Der Lügner und die Nonne (Premiere 27. Juni 1942).
Äußerst kurz war dagegen die Laufzeit von Müthels Inszenierung von Grillparzers Ein Bruderzwist in Habsburg (Premiere 6. Dezember 1941, letzte Vorstellung 31. Jänner 1942). Ebenfalls nur sehr kurz war die Laufzeit der wegen der enthemmt jüdische Klischees zeigenden Darstellung Werner Krauß’ später berüchtigten Aufführung von Shakespeares Der Kaufmann von Venedig (Regie Müthel, Bühnenbild Herta Böhm, Kostüme Charlotte Flemming), die am 15. Mai 1943 Premiere hatte und bereits am 25. Juni zum letzten Mal gespielt wurde.
Ab 4. Juni 1942 enthielten die Theaterzettel folgende Notiz: „Bei Fliegeralarm Ruhe bewahren! Es ist Vorsorge getroffen, dass alle Besucher Platz in den Luftschutzräumen finden. Richtungspfeile beachten! Die Sitzplätze ohne Hast verlassen und allen Anordnungen der Luftschutzorgane Folge leisten! Die Garderobe wird erst nach der Entwarnung ausgegeben!“
Von 15. bis 22. November 1942 fanden im Burgtheater anlässlich des 80. Geburtstags des Dichters „Gerhart-Hauptmann-Tage“ statt, an denen Gerhart Hauptmann selbst teilnahm. Es gab zwei Neueinstudierungen von Elga und Florian Geyer. Ab Mitte 1943 sah sich Direktor Müthel aus zunehmender Materialnot gezwungen, die Zahl der Premieren zu reduzieren. Fanden 1938/39 noch 22 Premieren statt, so wurden 1942/43 noch 17 und 1943/44 nur 12 Premieren herausgebracht.
Im Sommer 1944 wurde die Schließung des Burgtheaters samt dem Akademietheater angeordnet. Die letzte Premiere galt am 28. Juni Hebbels Gyges und sein Ring (Regie Rott, Bühne Hlawa, Kostüme Flemming), und diese Inszenierung war auch bei der letzten Vorstellung zwei Tage später zu sehen. Zwischen 14. Oktober und 26. Dezember gab es noch eine Reihe von Leseabenden. Zwischen 6. und 28. Jänner 1945 fanden neun Vorstellungen von Die beiden Klingsberg statt. Am 1. Februar wurde im Repertorium notiert: „Geschlossen, da die Regierung die Heizvorräte des Burgtheaters beschlagnahmt hat.“ Während der Direktion Müthels kamen eine Reihe von Schauspielern erstmals ans Burgtheater, die auch später noch das Profil dieses Hauses prägen würden und sich nicht politisch hatten korrumpieren lassen. Dies waren Paul Hörbiger, Curd Jürgens, Susi Nicoletti, Theo Lingen, Oskar Werner.

## Ausweichquartier Ronacher (1945–1954)
Raoul Aslan (20. April 1945 bis 7. März 1948): Der in Wien beliebte Aslan war der erste und bis dato letzte Burg-Direktor, der zunächst ganz ohne höheren Auftrag diese Position einnahm. Ein Häuflein von in Wien verbliebenen Burgschauspielern hatte sich um ihn geschart, und er hatte die Leitung übernommen und war später von den Sowjets darin bestätigt worden. Das Burgtheater stand als Spielstätte nicht zur Verfügung, weil die Bühne, der Zuschauerraum sowie Teile des Foyers und der Garderoben am 12. April einem Brand zum Opfer gefallen waren. Erste Proben im Theater an der Wien zeigten, dass dort erhebliche Umbauarbeiten hätten stattfinden müssen, außerdem war es bereits zum Ersatzquartier der Staatsoper bestimmt worden. Das Volkstheater kam wegen ungeklärter Pachtverhältnisse nicht in Frage, und so schloss Aslan nach tagelangen Besprechungen und vielen Behördengängen einen Mietvertrag mit dem Besitzer des Etablissements Ronacher.
Dieses war auf diese neue Aufgabe nur unzureichend vorbereitet: Die Beleuchtungsmöglichkeiten waren primitiv, die Garderoben bescheiden, die Akustik an manchen Plätzen sehr schlecht, Probenräume gab es nicht, und der Zuschauerraum war für klassische Dramen an sich wenig geeignet, sondern für Varieté-Aufführungen gedacht gewesen. Das Dach war undicht, immer wieder setzte der Strom aus. Die Schauspieler gingen zu Fuß zur Probe und ebenso nach der Vorstellung wieder nach Hause. Viele Kostüme fehlten, und die Beschaffung von Materialien war schwierig. Dennoch schaffte man es, bereits am 30. April 1945 die erste Burgtheateraufführung im befreiten Wien zu organisieren: Grillparzers Sappho vor einem schwarzen Samthintergrund, denn das Bühnenbild dazu war verbrannt. Weil ab 20 Uhr Standrecht herrschte, begann die Vorstellung bereits um 17.30 Uhr. Bereits nach 10 Minuten musste unterbrochen werden, weil der sowjetische Marschall Tolbuchin verspätet eintraf und seinetwegen noch einmal von vorne begonnen wurde.
Aslan hielt vor der Aufführung noch eine Ansprache, in der er u. a. beschwor, was seit dem März 1938 in den Hintergrund getreten war: „An der Stätte, wo vor über 70 Jahren der große Burgtheaterdirektor Heinrich Laube das Wiener Stadttheater begründet hat, hier, nahe dem Herzen Wiens, wird das Burgtheater für die nächste Zeit seine Stätte des Wirkens aufschlagen. Wieder als österreichisches Staatstheater, getreu seiner ruhmvollen Tradition. [...] Was das Burgtheater war, hoffen wir bleiben zu können: ein Theater der schauspielerischen Persönlichkeiten, durch unseren Kunstwillen zusammengeschlossen zu einem festen Ensemble. Die Persönlichkeit will sich frei entfalten können, sie will aber auch wieder richtig eingesetzt sein auf dem Platz, der ihr dank der ihr mitgegebenen Gaben zukommt. Sie ist gebunden durch Art und Sitte, Tradition, Kultur und Landschaft, ungebunden jedoch durch den Geist, der durch sie hindurch wirkt. Seine Flamme ist für jeden sichtbar, sie ist international und durch keine Zeit begrenzt.“
Bereits am 13. Juni konnte erstmals wieder ein Hofmannsthal-Stück aufgeführt werden: Jedermann (Regie Müthel, Bühne und Kostüme Judtmann; mit Aslan und später Balser als Jedermann; diese Aufführung wurde bis 30. April 1955 in 130 Vorstellungen gezeigt). Ab 19. Mai 1945 begann man auch das Akademietheater wieder zu bespielen, und Ende September inszenierte Oscar Fritz Schuh Scribes Das Glas Wasser im Redoutensaal. Diese Aufführung gastierte 1946 in Bregenz, Basel, Zürich, Luzern und Bern. Paul Hörbiger war der Hauptdarsteller in Molnárs Liliom am 22. September (Regie Zeska, Bühne und Kostüme Erni Kniepert), der bis zum 7. Jänner 1946 52 Aufführungen erlebte.
Am 20. Dezember hatte Lessings Nathan der Weise (Regie Müthel, Bühne und Kostüme Pirchan; Aslan als Nathan) Premiere. Die Inszenierung wurde bis Anfang 1958 90 Mal gezeigt, darunter auf Gastspielen 1946 in Zürich und 1954 in Holland. O. W. Fischer spielte den Oswald in Ibsens Gespenster (Premiere 4. März 1946, Akademietheater) sowie den Anatol in jener Aufführung, die wieder Arthur Schnitzler im Burg-Repertoire verankerte: Weihnachtseinkäufe (Premiere 9. März 1946, Regie Eidlitz; mit Käthe Dorsch als Gabriele). Noch am selben Abend wurde Schnitzlers Liebelei aufgeführt (mit Ferdinand Maierhofer als Weiring, Alma Seidler als Christine, Tonio Riedl – privat der Lebensgefährte Aslans – als Fritz Lobheimer sowie Fischer als Herr). Zu den wesentlichen Aufgaben des Burgtheaters zählte die Wiederbelebung von drei im Jahr 1938 unterbrochenen Traditionen: Die Wiederaufnahme der Stücke von Autoren, die verboten gewesen waren, die Wiedereinstellung von einst als untragbar angesehenen Mitgliedern sowie die Wiedereinführung geschlossener Vorstellungen für das „Theater der Jugend“; am 23. März 1946 gab es dort mit Kabale und Liebe die erste geschlossene Vorstellung.
Erhard Buschbeck (8. März bis 15. Oktober 1948): Der Burg-Dramaturg Buschbeck fungierte als provisorischer Leiter. Für seine langjährigen Verdienste wurde er 1949 zum Ehrenmitglied ernannt.
Josef Gielen (16. Oktober 1948 bis 25. Juni 1954)

## Das wiedereröffnete Burgtheater (1954–1971)
- Adolf Rott (1. September 1954 bis 31. August 1959)
- Ernst Haeusserman (1. September 1959 bis 31. August 1968)
- Paul Hoffmann (1. September 1968 bis 31. August 1971)

## Direktionen Klingenberg und Benning (1971–1986)

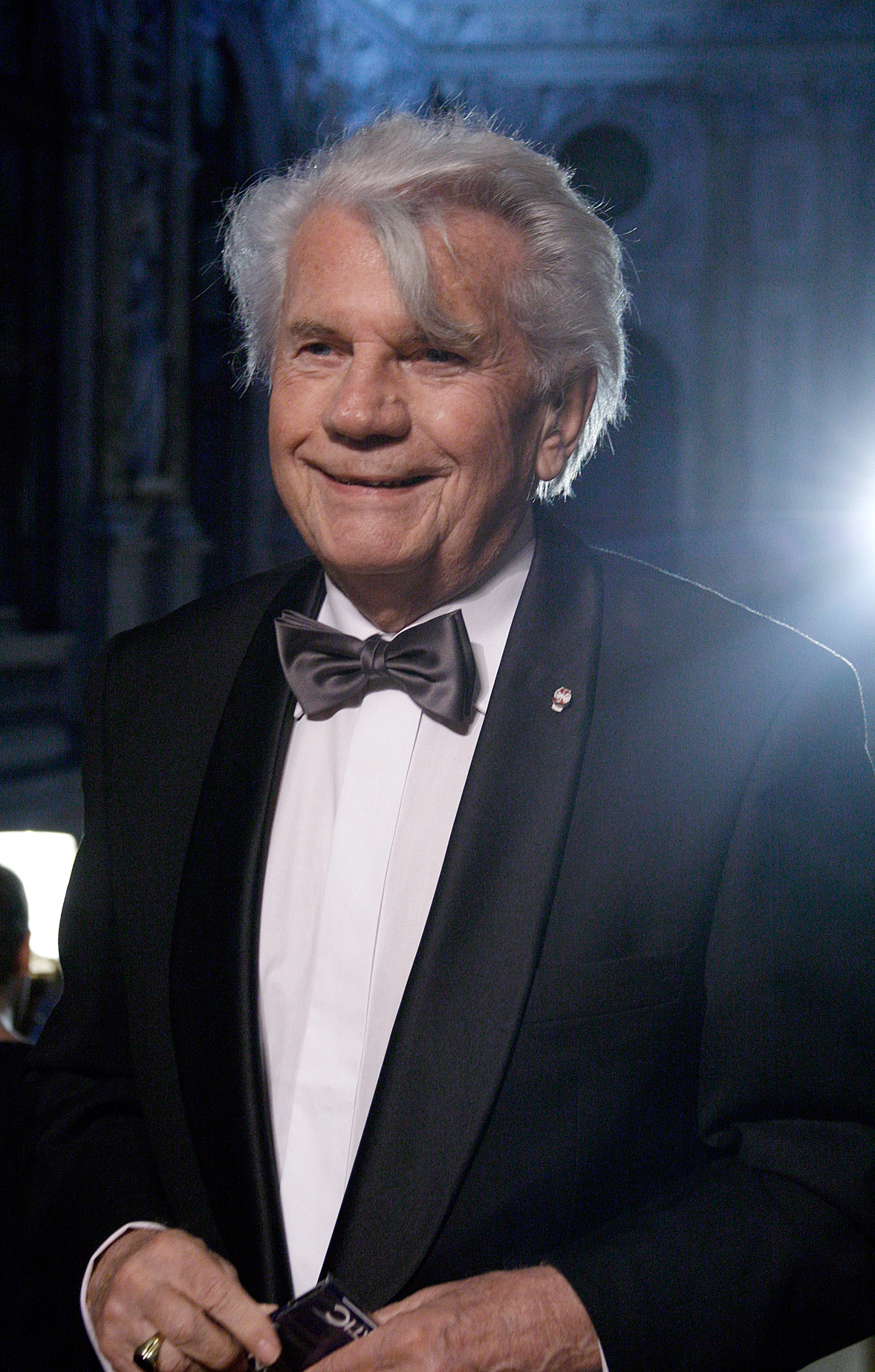
Gerhard Klingenberg, Direktor von 1971–1976

Gerhard Klingenberg: 1970 von Minister Leopold Gratz zum Direktor von September 1972 bis Juni 1977 bestellt; interimistisch nach Hoffmanns Rückzug bereits seit 1971/1972 amtierend; von 1. September 1972 bis 31. August 1976; löste seinen Vertrag nach der 1975 erfolgten Nominierung seines Nachfolgers. Klingenberg öffnete in seiner Direktionszeit das Burgtheater für wichtige europäische Regisseure und neue Theaterästhetik. Eine vergleichbare Bandbreite an visuellen Stilen und Prominenz der Regisseure wies damals kein anderes Sprechtheater Europas auf.
Jean-Paul Roussillon inszenierte im Februar 1972 der Dame vom Maxim von Georges Feydeau (Bühnenbild, Kostüme: Jacques Le Marquet; mit Rudolf Wessely, Fred Liewehr, Alfred Balthoff, Jane Tilden u. a.), im November Der Geizige von Molière (Bühnenbild, Kostüme: Le Marquet; mit Achim Benning als Harpagon) und im Oktober 1975 zwei weitere Werke von Molière (Impromptu von Versailles, Georges Dandin); Bühnenbild, Kostüme: Le Marquet). Im März 1972 war Dieter Dorn erstmals im Akademietheater bei Zur Feier des Tages von David Storey tätig (Bühnenbild, Kostüme: John Gunter; mit Werner Hinz, Alma Seidler, Alexander Trojan, Wolfgang Gasser u. a.). Im selben Monat setzte Rudolf Steinboeck im Akademietheater Alle meine Söhne von Arthur Miller in Szene (Bühnenbild: Lois Egg). Für Christopher Marlowes Edward II. kam Konrad Swinarski ans Burgtheater (Bühnenbild, Kostüme: John Moore, Veniero Colasanti; mit Peter Arens in der Titelrolle). Peter Hall inszenierte im Juni 1972 Alte Zeiten von Harold Pinter mit Erika Pluhar und Maximilian Schell und Annemarie Düringer.
Im Jänner 1973 war Jean-Pierre Ponnelle der Regisseur und Ausstatter von Alfred de Mussets Man spielt nicht mit der Liebe am Akademietheater (mit Paul Hoffmann, Michael Heltau, Paul Hörbiger u. a.). Unter der Leitung von Erwin Axer wiederholte Judith Holzmeister im Februar 1973 ihre Uraufführungsrolle in Thomas Bernhards Ein Fest für Boris (Bühnenbild, Kostüme: Ewa Starowieyska; außerdem mit Bruno Dallansky). Eine Dramatisierung von Voltaires Candide wurde im September 1972 von Roberto Guicciardini inszeniert (Bühnenbild, Kostüme: Lorenzo Ghiglia), der im Dezember 1973 Der schöne grüne Vogel nach Carlo Gozzi gestaltete (Bühnenbild, Kostüme: Ghiglia; mit Bibiana Zeller, Cornelia Froboess, Dorothea Neff u. a.).
Jean-Louis Barrault führte im Februar 1973 Regie bei Der Bürger als Edelmann von Molière mit Josef Meinrad (Bühnenbild und Kostüme: Pace). Luca Ronconi entwickelte einen Antikenzyklus aus Euripides’ Die Bakchen (Bühnenbild und Kostüme: Pier Luigi Pizzi; Juni 1973; mit Norbert Kappen, Ewald Balser, Judith Holzmeister, Joachim Bissmeier u. a.), Aristophanes’ Die Vögel (Bühnenbild und Kostüme: Luciano Damiani, April 1975; mit Wolfgang Gasser, Alma Seidler u. a.) sowie Aischylos’ Orestie in zwei Teilen (Bühnenbild und Kostüme: Damiani, März 1976; mit Holzmeister, Gasser, Kappen, Bissmeier, Düringer, Hilde Krahl u. a.). Walter Felsenstein kehrte in seine Heimatstadt und ans Burgtheater zurück, um Kleists Das Käthchen von Heilbronn (Bühnenbild, Kostüme: Rudolf Heinrich; Jänner 1974) und Goethes Torquato Tasso (Bühnenbild, Kostüme: Andreas Reinhardt; Juni 1975; mit Bissmeier, Boysen, Düringer u. a.) zu inszenieren.
Otto Schenk präsentierte noch einmal seine vielgelobte Aufführung von Horváths Geschichten aus dem Wiener Wald (Bühnenbild: Günther Schneider-Siemssen, Kostüme: Hill Reihs-Gromes; mit Wolfgang Hübsch als Alfred, Adrienne Gessner als Großmutter, Jane Tilden als Valerie, Heinrich Schweiger als Oskar, Karl Paryla als Zauberkönig, Gertraud Jesserer als Marianne, Fred Liewehr als Rittmeister u. a.). Schenk war auch für die Akademietheater-Inszenierung von Tschechows Drei Schwestern im Juni 1976 verantwortlich (Bühnenbild: Rolf Glittenberg, Kostüme: Silvia Strahammer).
Claus Peymann gestaltete im Mai 1974 die Uraufführung – die erste dieses Autors am Burgtheater – von Thomas Bernhards Die Jagdgesellschaft (Bühnenbild und Kostüme: Karl-Ernst Herrmann; mit Holzmeister, Bissmeier, Werner Hinz u. a.). Giorgio Strehler inszenierte im November 1974 Carlo Goldonis Trilogie der Sommerfrische (Bühnenbild und Kostüme: Ezio Frigerio, Kostümmitarbeit: Franca Squarciapino; mit Michael Heltau, Susi Nicoletti u. a.) sowie im November 1975 Das Spiel der Mächtigen nach Shakespeares Königsdramen (Bühnenbild und Kostüme: Paolo Bregni; mit Heltau, Andrea Jonasson, Rolf Boysen u. a.). Roberto Guicciardini und Otomar Krejča, der 1976 die bislang letzte Burg-Inszenierung von Goethes Faust mit Rolf Boysen in der Titelrolle und Heinz Reincke als Mephistopheles herausbrachte.
Achim Benning (1. September 1976 bis 31. August 1986) brachte Uraufführungen von Autoren wie Václav Havel, Martin Walser und Klaus Pohl; es kamen neue Regisseure wie Dieter Dorn, Peter Wood, Adolf Dresen, Benno Besson, Erwin Axer, Thomas Langhoff, Armand Gatti, Jérôme Savary, Dieter Berner, Johannes Schaaf, Peter Palitzsch oder Angelika Hurwicz sowie Horst Zankl und Hans Hollmann; die österreichischen Regisseure Zankl und Hollmann sorgten für zunächst umstrittene Neubewertungen der Stücke von Ferdinand Raimund und Johann Nestroy; zahlreiche Inszenierungen verschiedener Regisseure galten den Arbeiten von Anton Tschechow und Arthur Schnitzler.

## Direktion Claus Peymann (1986–1999)

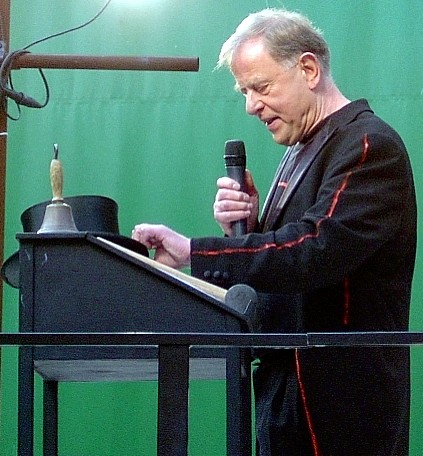
Claus Peymann, Direktor von 1986–1999

Claus Peymann (1. September 1986 bis 31. August 1999) konnte mit zahlreichen Uraufführungen von Thomas Bernhard, Elfriede Jelinek, Peter Handke, Peter Turrini und George Tabori den Ruf des Theaters als eine der großen Sprechbühnen Europas festigen. In seiner Ära wirkten Regisseure wie Einar Schleef, Peter Zadek, Ruth Berghaus, Mathias Langhoff, Manfred Karge, Alfred Kirchner, Michael Haneke, Cesare Lievi, Achim Freyer, Dieter Giesing, Niels-Peter Rudolph sowie Tabori und noch einmal der Burg-Rückkehrer Strehler (Die Riesen vom Berge von Luigi Pirandello mit Andrea Jonasson und Michael Heltau; Bühnenbild: Frigerio, Kostüme: Franca Squarciapino; 1994). Mit Peymann stießen einige Schauspieler zum Ensemble, die schon bald zu Publikumslieblingen aufstiegen, etwa Gert Voss oder Kirsten Dene. Andere Schauspieler, die lange zum Burg-Ensemble gehört hatten, standen Peymanns Direktion kritisch gegenüber. Fritz Muliar opponierte öffentlich wiederholt gegen Peymann und ging schließlich in Pension, Heinz Reincke beendete seine Burg-Tätigkeit vor Peymanns Antritt. Im Lauf der Zeit kam es jedoch mehr und mehr zu einem Zusammenwachsen des alten Ensembles mit den neuen Mitgliedern. Peymann zeigte sich mit einigen Burg-Konventionen unzufrieden und änderte diese. So schaffte er die Regel ab, wonach am Burgtheater tätige Schauspieler, die dort mehr als zehn Jahre lang engagiert waren, unkündbar waren (die sogenannte Zehn-Jahres-Klausel). Nun ist dies erst nach 15 Jahren der Fall. Außerdem beendete Peymann den Usus, sogenannte Füllkarten zu vergeben: Dabei wurden zahlreiche Eintrittskarten gratis an Ministerien und andere öffentliche Dienststellen vergeben, um damit den Zuschauerraum zu füllen.

## Direktion Klaus Bachler (1999–2009)
Zum Konzept von Klaus Bachler (vom 1. September 1999) gehörte es, ein vielfältiges Programm anzubieten, in dem von Nestroy über Klassiker bis zur Performancekunst alles Platz hat. Bei seinem Amtsantritt wurden auch äußerliche Änderungen am Haus eingeführt, das aktuelle Programm wurde z. B. nicht mehr oben auf der Fassade, sondern neben dem Haus auf einer roten Tafel bekannt gegeben. Die Programmhefte wurden individuell gestaltet, im Gegensatz zu den älteren Programmheften, die immer einheitlich beigefarbig waren. Im Mai 2005 erklärte Bachler, seinen Vertrag nicht über 2009 hinaus zu verlängern, wobei er ab 2008 auch als Intendant der Bayerischen Staatsoper in München amtieren wird, somit ein Jahr lang parallel beide Posten besetzt. Bachler holte in seiner ersten Zeit zahlreiche europäische Regisseure, darunter Declan Donnellan oder Silviu Purcarete, bald jedoch engagierte er die in Deutschland neu hervortretenden Inszenatoren, etwa Dimiter Gotscheff, Andreas Kriegenburg, René Pollesch, Christiane Pohle. Andrea Breth, die bereits unter Peymann mit Heinrich von Kleists Der zerbrochne Krug am Burgtheater debütiert hatte, wurde Hausregisseurin des Burgtheaters und sorgte für zahlreiche, von der Kritik oft gefeierte Inszenierungen. Der bereits in der Direktion Benning am Burgtheater tätige Thomas Langhoff kehrte unter Bachler an das Burgtheater zurück, wo er u. a.: Elisabeth II. von Thomas Bernhard inszenierte und auch – nach Breths Absage – für eine Neuinszenierung von Wallenstein sorgen wird. Der bereits unter Benning und Peymann am Burgtheater tätige Dieter Giesing wurde auch unter Bachler für Regiearbeiten herangezogen.

## Direktion Hartmann (2009–2014)
2006 erfolgte eine Ausschreibung zur Findung des nächsten Burg-Direktors ab der Saison 2009/2010. Wie im Frühjahr 2006 der damalige Kulturstaatssekretär und karenzierte Burgschauspieler Franz Morak bekannt gab, wurde Matthias Hartmann, der damalige Direktor des Zürcher Schauspielhauses, zum neuen Burgtheaterdirektor designiert. Er leitete das Burgtheater von September 2009 bis März 2014.

## Direktion Bergmann (2014–2019)
Im März 2014 wurde Karin Bergmann interimistische Burgtheaterdirektorin. Sie begann ihre Tätigkeit mit zwei Negativentscheidungen; die fast fertiggestellte Produktion Der falsche Film ihres Vorgängers Matthias Hartmann setzte sie ab, die Regie für Die letzten Tage der Menschheit, einer Koproduktion mit den Salzburger Festspielen, entzog sie ihm und übertrug sie Georg Schmiedleitner. Sie setzte eine Reihe von Sparmaßnahmen durch und war bemüht, das Ensemble zu beruhigen. All dies zum Gefallen der Presse und des zuständigen Ministers, der sie im Oktober 2014 für fünf Spielzeiten (bis Ende Juni 2019) definitiv bestellte. In ihrer Antrittspressekonferenz kündigte sie drei große Projekte an: einen neuen Jedermann, eine szenische Fassung der Göttlichen Komödie und Die Nibelungen von Friedrich Hebbel.